# 客家民系
客家民系（白話字：Hak-kâ mìn-he），俗稱「客家」，在西方人類學上簡稱（白話字：Hak-kâ），是漢族的一個分支，也是漢族影響深遠的民系之一，為漢族各大民系中唯一不以地域命名的民系。
該民系約5,000萬人分布在廣東、江西、福建、廣西、四川、海南等19個省區的180多個市縣，此外約600萬人分布在台灣、香港、澳門，約1500萬人分布在印尼、馬來西亞、泰國、新加坡、越南、美國、秘魯、毛里求斯等80餘個國家。
客家這一稱謂，源於魏晉南北朝時期的「給客制度」及唐宋時期的「客戶」制度。
客戶制度原本並非現今大眾認知的客家人專屬，如於明清時期移入西南地區使用西南官話的漢族移民在當地亦被稱為客家。

## 族群源流
客家之稱源於清朝初年，當時廣東四邑地區以地主自居的四邑族群冠予客家，是一個他稱。之初仍無客家之稱，而只有土籍、客籍的區別。客家這個他稱名詞後來由於羅香林的客家學說而廣為人所知，逐漸成為族群名稱，不少人開始欣然受之，自稱客家人。
而清代康熙年《永安縣次志》是最早出現真正意義上客家的文獻，該志由清初嶺南著名學者廣東番禺人屈大均纂，其卷十四《風俗》「琴江好虛禮，頗事文學。散佚逋賦。縣中雅多秀氓，其高曾祖父多自江、閩、潮、惠諸縣遷徙而至，名曰客家，比屋誦讀，勤會文。」而在屈大均《入永安縣記》一文中，另有如下記載「縣中多閩、豫章、潮、惠諸客家，其初高曾至此，或農或商，樂其土風，遂居之。風氣所移，大抵尚勤儉，務敦樸，有淳古之風。」

關於客家源流的主要看法有：

#### 中原漢族遷徙說
羅香林《客家研究導論》提出「客家人是漢族裡頭一個系統分明的富有忠義思想和民族意識的民系，客家先民是因受到中國邊疆少數民族侵擾影響，逐漸從中原輾轉遷移到中國的南方。」
復旦大學李辉等人在2003年發表針對福建長汀客家人遺傳分析，顯示當地人群父系染色體祖源北方漢族約80.2%、南方畬族約13%、南方侗族約6.8%。
天津師範大學生命科學院郑连斌等人對廣東和江西共1354例客家人男女的體質報告，顯示接近中國北亞類型族群，客家人的主要成分是中原漢人。

#### 南方百越主體說
房學嘉《客家源流探奧》認為客家人是南遷的中原人與閩、粵、贛三角的古越人遺民混化，其主體是本地古越人，惟1994年時房學嘉未有遺傳學的佐證。
根據數據顯示，廣東客家受父系母系雙方影響的常染色體方面接近周邊南方省份的漢族。

## 形成過程
《晉書·地理志》「永嘉之際，豫州淪於石氏。元帝渡江，於春谷縣僑立襄陽郡及繁昌縣。成帝又僑立豫州於江淮之間，居蕪湖，時淮南入北，乃分丹陽，僑立淮南郡，居於湖口。又以當陽縣流人渡江，僑立為縣，並淮南、廬江、安豐，並屬豫州。」東晉時期的衣冠南渡，士族僑居的僑郡設立在淮河流域的安徽省、江蘇省。

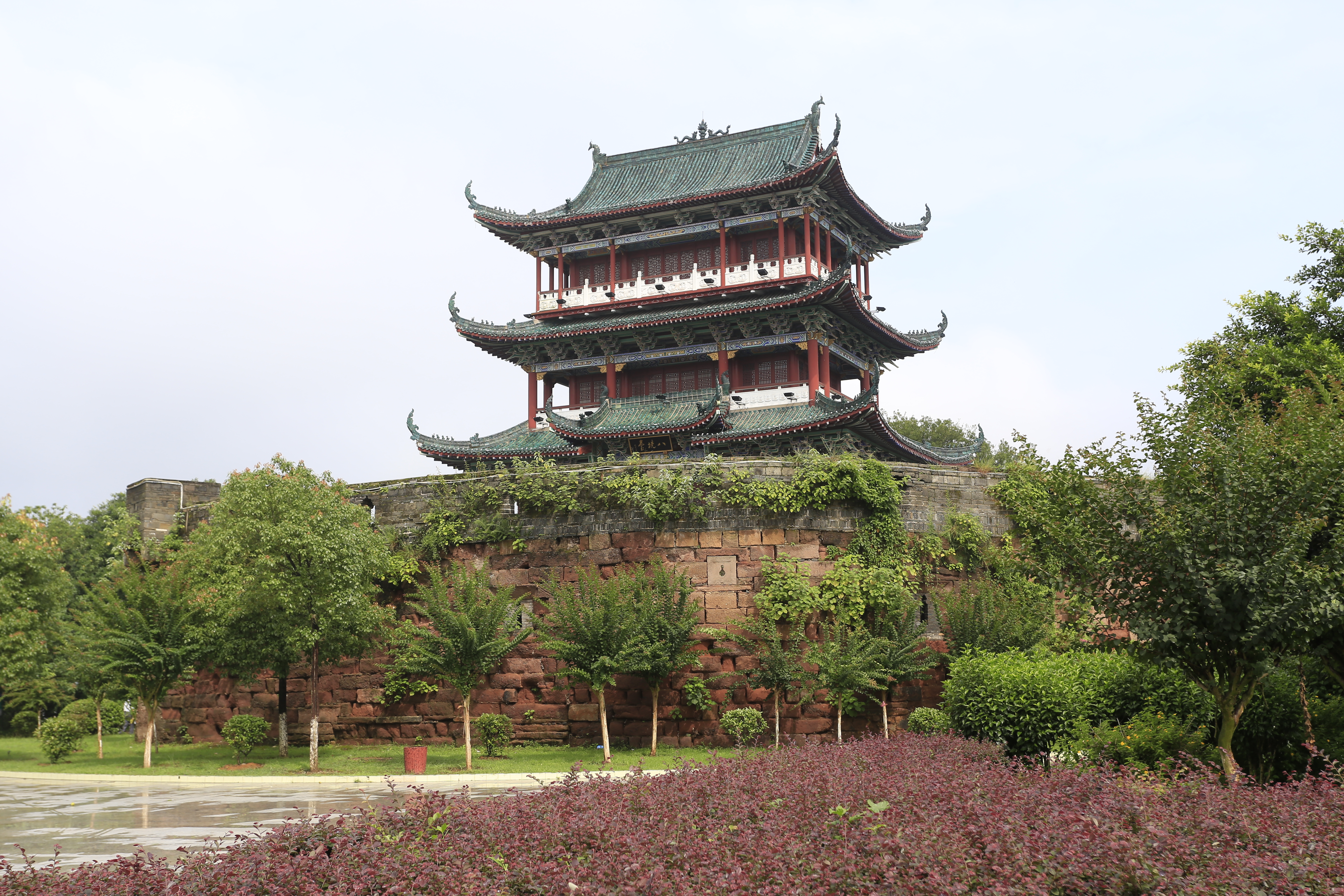
贛州八鏡臺

《南齊書．州郡志》「南兗州，鎮廣陵。時百姓遭難，流移此境，流民多庇大姓以為客。元帝大興四年，詔以流民失籍，使條民上有司，為給客制度。」永嘉以後，晉元帝在位時設置了部分僑郡僑縣安置流民。第一次大幅設置僑州郡縣，要到王敦之亂平定以後。設置地點在今江蘇省中部的江淮間，集中於江北廣陵附近。約於此時，原為流民帥的郗鑒，因平定王敦之亂，逐步在廣陵、京口一帶站穩腳根，並常領徐、兗二州刺史。東晉第一波設置僑郡僑縣，就在廣陵、京口一帶，以及江州潯陽。第二波僑置政區的設置，是在蘇峻之亂平定以後，在今安徽省一帶僑置原本的豫州諸郡。第三波是東晉中期以後，晉孝武帝成立僑置雍州。這三波僑置政區的流民來源不同，目的地也不同。而這三個區域，日後成為東晉三個重要的軍事重鎮。
僑置政區的設立，部分原因固然是為了讓南下的流民有回歸故土的希望，另一重要理由是收編流民，使其成為國家的武力來源。對東晉政權而言，由於中央武力薄弱，無力徵發當時大量依附於當地豪強之下的人力，因此南下的流民便成為國家首要的徵發對象。太興四年詔以流民失籍，因此欲整理並著籍，使之為給客制度，作為擴充兵力的來源。而「江北荒殘，不可檢實」，其後便僑置頓邱、濟岷二郡，使那些無法檢實的戶口歸入僑郡，並以此為據以行徵發。僑政區的成立，並不盡然只是為了安置流民之用，而是在無法檢劾流民之籍的情況下，使其落籍，同時讓國家掌握更多的人力資源。

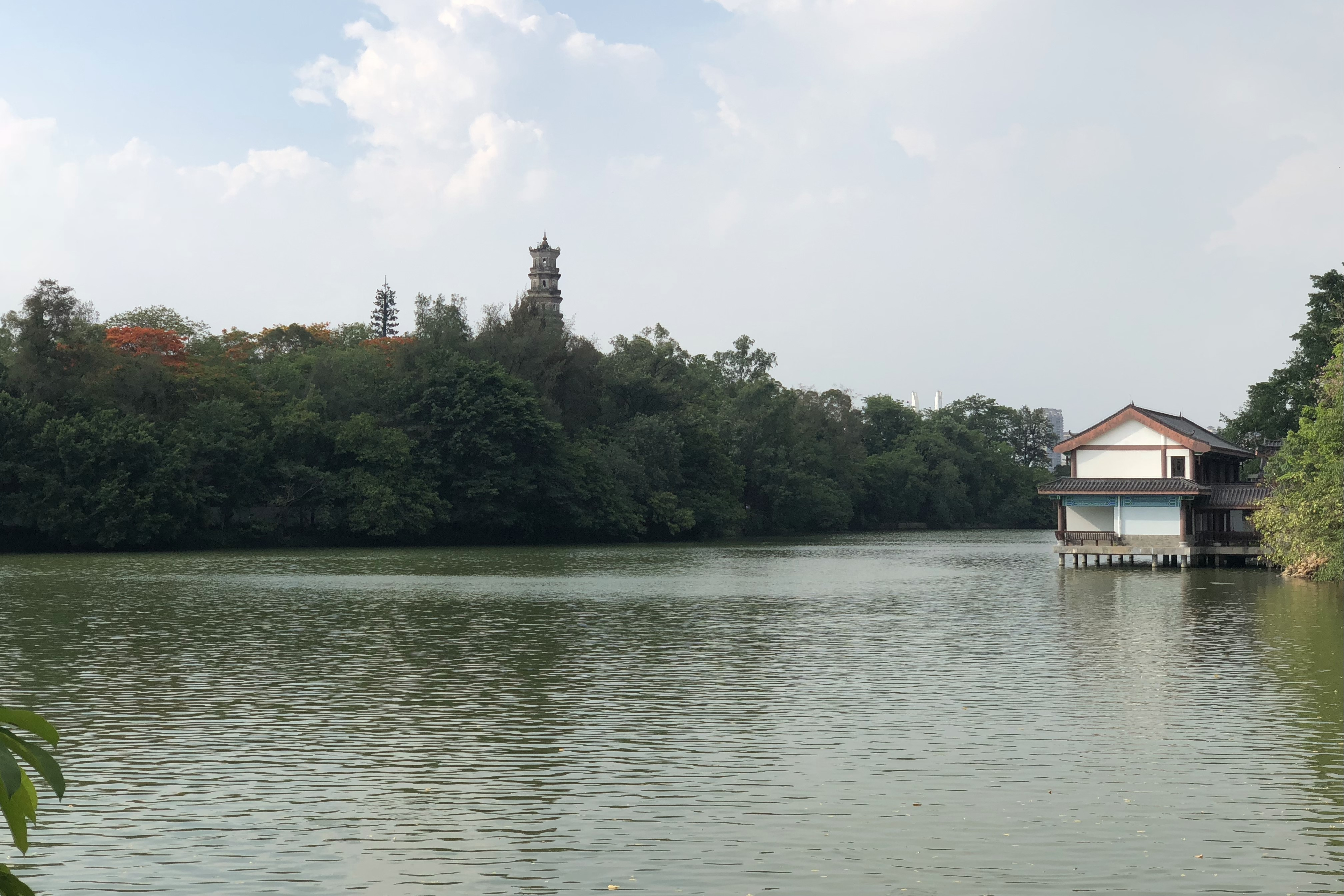
惠州西湖

客家民系是在客家先民的遷徙運動中形成，客家人在歷史上曾經歷五次遷徙，其中第一期是孕育期，第二、三期是形成期，第四、五期是向海內外播散期，客家人遷徙的原因，有皇權變更、農民起義或少數民族入主中原等。東晉時期衣冠土族由中原經河南南陽，進入襄樊，沿漢水入長江遷向湖北、安徽、江蘇的江淮地區，朝東則由九江到鄱陽湖，或順贛江進入贛南，其前鋒已抵達今之梅州大埔，並於東晉义熙九年以「流民營」為基礎在大埔設置了義招縣。數百年之後的唐朝自安史之亂國勢由盛而衰，出現藩鎮割據的局面，爆發了由黃巢領導的起義，起義軍弛騁中原，輾轉大江南北十數省，《資治通鑒．卷二百五十九》「及經秦、畢、孫、楊兵火之餘，江、淮之間，東西千里掃地盡矣....兵火之餘，十室九空....淮南被兵六年，士民轉徙幾盡。」其後的五代十國戰亂所及的江淮地區正是東晉設立的僑郡地域，《九國志·安仁義傳》「儒軍大敗，破五十餘寨，以功奏授檢校尚書左僕射、潤州剌史....初儒之亂，士庶多奔豫章。」客家先民的大部分於此時期由江淮地區湧入距離江淮最近相對安寧的江西贛南及周邊的閩西、廣東東北，《九國志·譚全播傳》「遣使詣梁，俄授萬勝軍防禦使、五嶺虔韶二州節度、開通使、檢校太尉、開國侯，在任七年人物殷盛。」奠定了客家人的形成基礎。
而在後來的靖康之難宋高宗建炎南渡，於臨安稱帝建立南宋，女真人、蒙古人入侵中原，處於黃河流域的百姓為躲避戰亂又一次渡江南遷，隨後由於元兵南下，贛閩粵交界處成為宋元雙方攻守的戰場，早先遷入此地的客家先民為尋求安寧的環境，進入粵東的梅州、惠州一帶，《瀲水志林》「嶺嶠四衝，土著少而客籍多。民俗買田則立戶，立戶則充役。僑寓流移，襁負擔簦，春來秋去，著之以名籍，惴惴乎？」因這時戶籍有主、客之分，移民入籍者皆編入客籍，而客籍人遂稱為客家人。《入永安縣記》「縣中多閩、豫章、潮、惠諸客家，其初高曾至此，或農或商，樂其土風，遂居之。風氣所移，大抵尚勤儉，務敦樸，有淳古之風。」至於向海外遷徙的開始源於清兵進至福建和廣東時，節義之士，起而號召舉旗反清，失敗後被迫散居各地，有的隨鄭成功到台灣，適逢清政府於康熙年間發起「湖廣填四川」的移民運動，於是大量客家人遷至四川。清末時期不少客家人亦下南洋至東南亞各國發展，二十世紀中葉又有部分人由原住國向歐美等國乃至世界各地再行遷移。

## 主要遷出地
洛陽讀書音是客家人千年傳承不變的語言，客家方言是客家民系共同使用的語言，又稱唐音、客方言、客話或客家話。古漢語研究學者認為是從魏晉時流傳下來，經過南北朝的發展，最終在唐朝定型。不知有漢、無論魏晉，客家人對於自己的語言有著獨特的情感，寧賣祖宗田，不忘祖宗言，寧賣祖宗坑，不忘祖宗聲，是客家人穿越千年在精神上與故鄉、先祖聯繫的文化密碼。漢魏洛陽故城文物管理所名譽所長徐金星以「根在河洛，夢回銅駝，慎終追遠，繼往開來。」為主題以全球視野，圍繞洛陽客家祖源地、客家文化根在河洛等進行深入交流，進一步挖掘、傳承、弘揚客家文化。

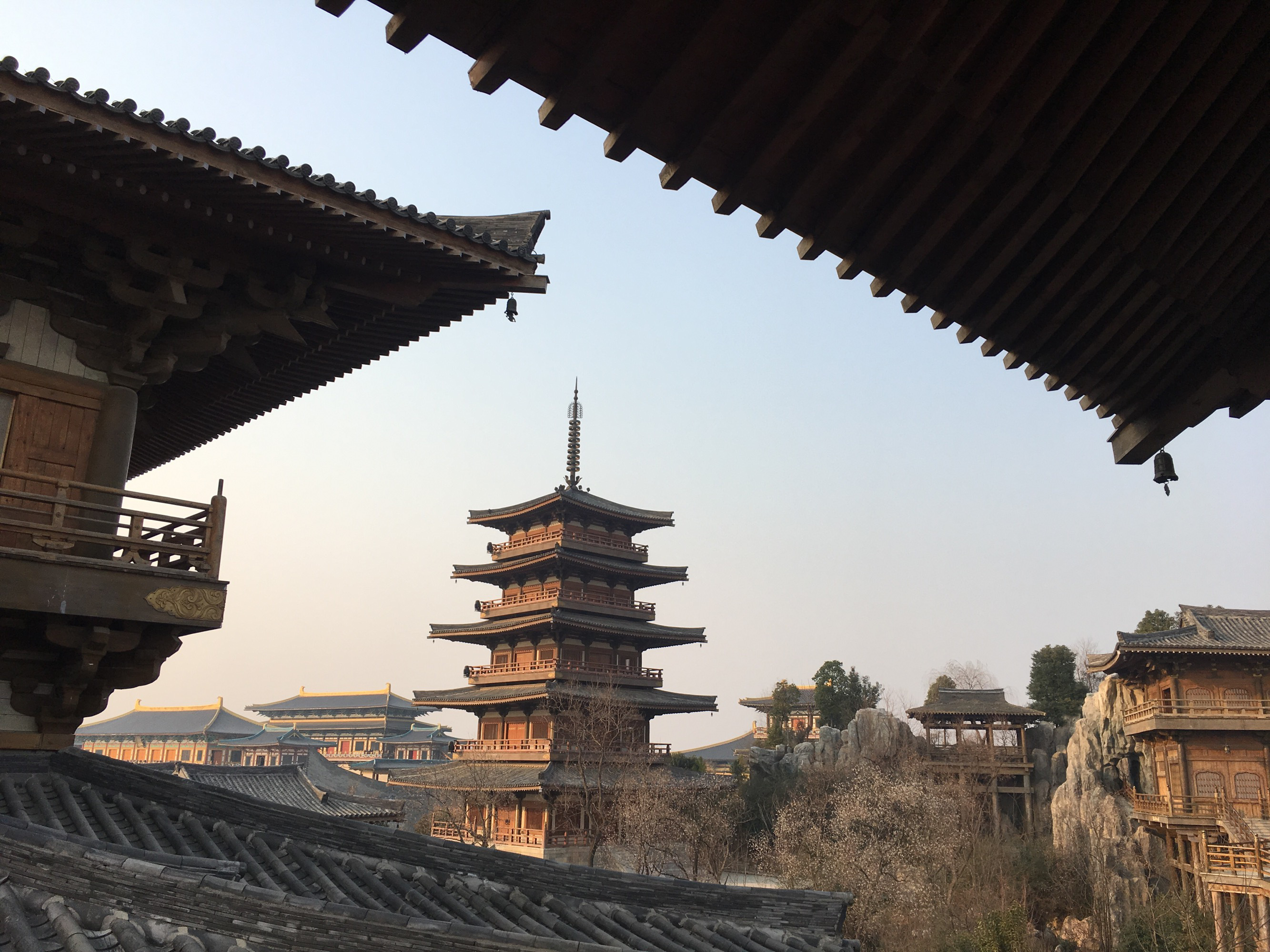
洛陽是當時集中了天下最多士族的地方，故有郡望堂號的客家大姓宗族的父系染色體都是1700年前東晉時期，閩廣地區也就只有客家人有些兩千年內的真南遷基因簇

2007年8月20日在河南省洛陽偃師市結束的客家先民首次南遷出發地國際學術研討會確認，客家先民首次大規模南遷紀念地在洛陽偃師市。一千多年來客家先民從中原向外遷徙，足跡遍及大半個中國和海外各地。參加研討會的代表們認為，客家人的第一次遷徙發生在東晉年間，位於河洛之間的漢魏洛陽故城為當時的國都，正是客家人的根之所在。洛陽位於中國西北、華北之間，地理位置優越，謂山河勢勝帝王宅，寒暑氣和天地中，是生息、建都的理想場所。昔三代之居，皆在河洛之間，一直到五代，先後有十三個王朝建都洛陽。洛陽不僅是華夏文明的中心，更是客家人的根親聖地，中原有舊族，遷徙名客家，洛陽是客家人最初主要的遷出地，西晉末年的永嘉之亂，使京都洛陽及周邊地區的士族紛紛外遷避難，洛京傾覆，中州士女避亂江左者十六七，最集中的遷移地是相對安定的江淮地區。
西晉末、唐末及北宋末的三個時期，都掀起了大規模南遷的熱潮。其中西晉末期大規模自中原南遷的漢人，構成了後來客家先民的主體。而洛陽正是當時的都城所在地，是當時文化發展水平最高、士族最集中的標誌性區域。正因如此才會有後來客家民系的產生，形成了客家人突出的文化個性。大谷關即八關之一，東漢中平元年置洛陽八關，大谷關遺址位於西晉洛陽城南約四十餘里，今寇店鎮水泉村南，是漢魏晉時期由京都洛陽通往汝州、南陽、許昌的要道，也是永嘉之亂後，京師洛陽一帶漢人南遷的主要通道。煌煌祖宗業，永懷河洛間，洛陽是客家文化的源頭和華夏文明的發祥地，同時也是客家先民首次大規模南遷出發地。如今的漢魏洛陽故城遺址，作為西晉客家先民南遷出發地，已被命名為古絲綢之路世界文化遺產點，也是第一批國家重點文物保護單位。洛陽客家之源紀念館位于洛陽伊濱區，紀念館坐東面西，依山傍水，爲漢代建築風格，由客家之源紀念館、姓氏文化園、圍屋風情園三部分組成。其中客家之源紀念館以西晉時期發生的衣冠南渡事件爲背景，采用現代聲、光、影技術與文物複制品相結合的方式，還原客家人南遷的歷史畫面。姓氏文化園将設立姓氏宗祠，供客家人立碑、植樹緬懷先人。圍屋風情園将承擔客家文化交流中心、旅遊接待中心等職能。

## 人口與分佈
1994年，中國廣東梅州市举行「世界客属第十二次恳亲大会」，通过多渠道，包括国内外函调、采访、采摘报刊材料等方面汇总统计，客家人在国内外分布人数共6,562.429万人，其中在中國大陸6,107.8万人，海外454.629万人。
因江西是人口遷徙的主要路線，是渡過長江後的首站，歷史上多次南遷都跟江西有關。客家先民到達江西，到達贛州之後，再進入粵北、閩西等與江西交界地區。
根據清朝末年徐旭曾在其所撰著的《豐湖雜記》提到：「今之福建汀州各屬，江西之南安、贛州、寧都各屬，廣東之南雄、韶州、連州、惠州、嘉應各屬，及潮州之大埔、豐順，廣州之龍門各屬是也」。江西贛州因是客家人南遷最早的集中地，而被稱為「客家搖籃」，而福建長汀縣在漫長的客家人遷徙的歷史上汀州作為第一個府治行政機關而存在，被稱為「客家首府」。所以汀州寧化縣石壁村是客家民系形成的中心地域，「石壁」被稱爲「客家祖地」。廣東梅州則因其是客家人最主要聚居區之一而被宣傳爲「世界客都」，廣東河源則被稱爲千年「客家古邑」。由於海外客家華僑祖籍地最多的是原惠州府，所以惠州又被稱為「客家僑都」。惠州、梅州、贛州、汀州又稱為客家四州。

### 中國大陸
在中国大陆，客家人主要分布在广东省、福建省、江西省、广西壮族自治区、四川省、湖南省、海南省的二百多个县市。其中江西南部、福建西部和广东东部、中部是客家人最集中的大本营。除此之外，也有较少部分客家人分布在陕西省、浙江省等地。

### 香港

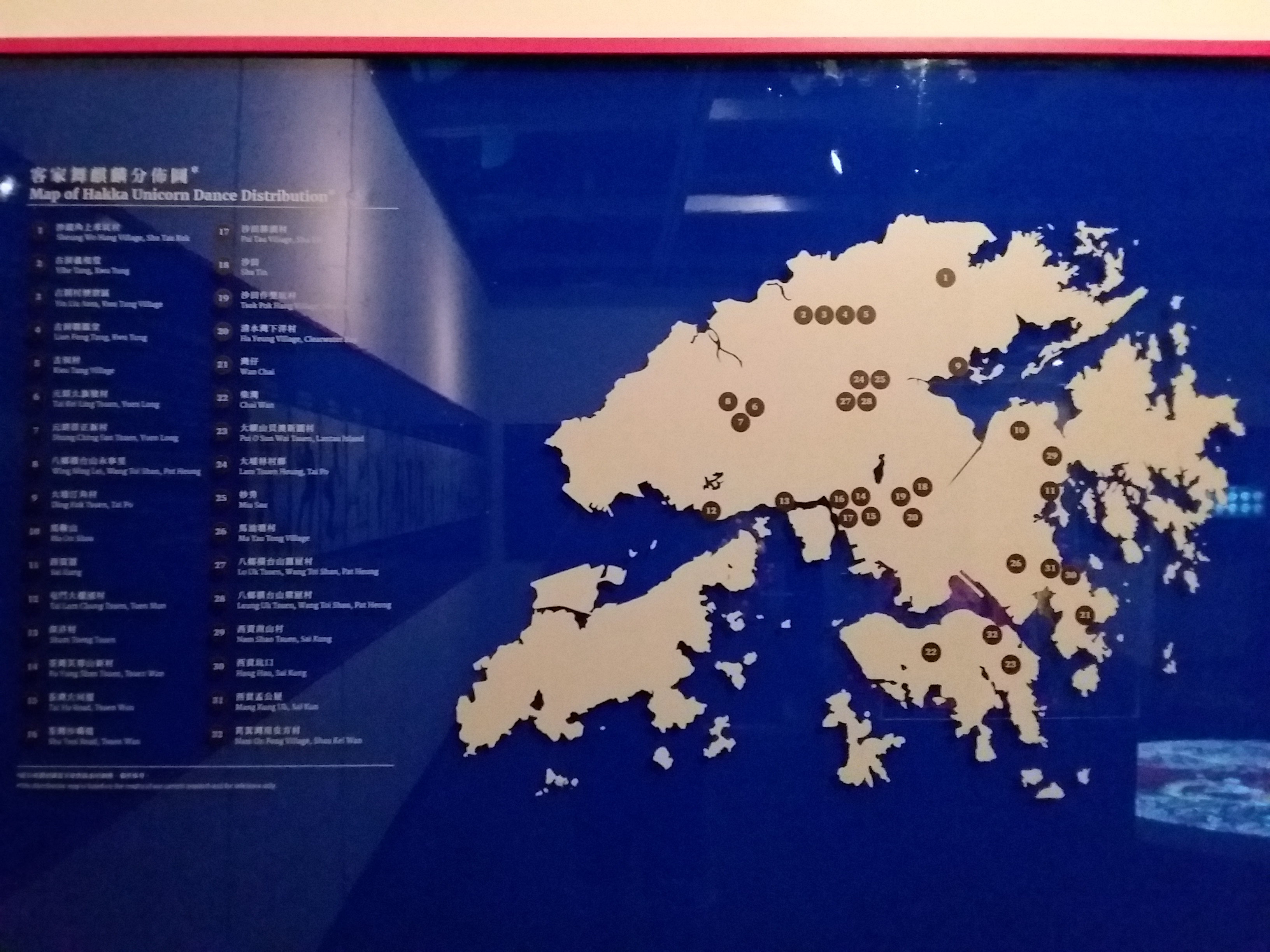
香港客家舞麒麟分佈圖

香港歷史上原屬廣東省的寶安縣，是客家人的傳統聚居地之一。17世紀末，客家人就開始向香港遷移，香港仍未開埠前客家人是香港原居民最早之一，該地區因而被人叫做「客家村」。在英國殖民香港以前，香港336個村落中（例如赤柱村），客家人的村落多達128個。2010年時，香港的客家人約有200萬人，當中包括「原居」和「非原居」的客家人。在新界大埔、北區、沙田、西貢、荃灣、屯門、九龍及香港島的村落皆可見客家人的足跡。客家人在港數量並不少，但由於遭標準粵語（即廣府話或稱廣州話）取代的影響，現時客家語在香港已不佔優，不少客家新一代都不會講客家話，或者只懂聽不懂講。（詳見香港語言條目）

### 澳門
澳門的客家人約有10萬人，可分為三個部分來源：一是澳門原居民，居住在路環九澳村和黑沙村，主要是在清朝咸豐年間自廣東鶴山、開平、恩平、高要一帶遷徙到澳門；二是1960至70年代，從東南亞（柬埔寨、緬甸、越南、印尼等地）歸國的華人；三是改革開放以後，由內地遷往澳門的居民。

### 臺灣

該地圖，是以紅色深淺色塊，來表示於2011年由中華民國政府所公告之「臺灣客家文化重點發展區」

臺灣客家族群，是分布在今日之中華民國的各直轄市、縣（市）、鄉（鎮、市、區）之中。而該族群的主要集中分布地區，分別是位在臺灣北部的桃園市、新竹市、新竹縣、苗栗縣；位在臺灣中部的臺中市、南投縣、雲林縣；位在臺灣南部的高雄市、屏東縣；位在臺灣東部的宜蘭縣、花蓮縣、臺東縣等地方。2022年5月，在由中華民國客家委員會所委託研究之《110年全國客家人口暨語言基礎資料調查研究》中，研究者推估符合《客家基本法》定義下的客家人口數量，達到466.9萬人；占全中華民國人口數量（2356.1萬人）的比率，是19.8％。

### 東南亞、南亞和歐美
主要分布于东南亚一些国家如越南、泰国、马来西亚、印尼、新加坡等，還有部分分布在印度、孟加拉國，毛里求斯。孟加拉國客家裔华人分布最多的民族地区是在达卡（參見华裔孟加拉人），此外在美洲也有少量分布，如加拿大第三大城溫哥華有大量來自香港的華人移民，該處華裔民系中，客家人比例亦隨之增長。

#### 泰王國
在泰國，客家族群遍布在各府。而在人數上，是以位在該國的南部地區的也拉府勿洞縣與宋卡府合艾縣為較多。兩縣的客家人，在其日常生活中，仍然會使用客家語。儘管該國的北部地區、中部地區、東北部地區等地方，也存在著許多客家族群，但是由於他們後代的第一語言，是泰語。因此，居住在這些地區的第三代或是第四代的客家人，使用客家語的情況，並非普遍。按照估計資料，泰國客家族群的人口數量，約是106萬。

#### 馬來西亞聯邦
人數達150多萬，主要分佈於：
- 西馬的檳城浮羅山背、雪蘭莪、森美蘭芙蓉市、柔佛居鑾與新山部分地區
- 砂拉越古晉郊區與美里[44][45]
- 沙巴華人通用客家話，客家人主要在亞庇，斗湖，拿督及山打根[44]

#### 印度尼西亞共和國

由來自於嘉應直隸州的客家人羅芳伯所建立之蘭芳共和國，其統治區域，是位在今日之印度尼西亞共和國境內

按照1930年由荷印殖民政府所開展之對於印度尼西亞的人口調查的結果，全印尼的華人，是約有123萬人。其中，客家人，則是約有20萬人。以城市言之，客家族群，主要是集中在坤甸、山口洋、烈港、檳港、巨港、雅加達、萬隆、三寶壟等地方。從人數上來看，居住在外島（爪哇島以外的島嶼）者，是比起居住在爪哇島者，要來得多。根據若干在印尼客屬聯誼會中擔任要職的人士的推算，當前的印尼客家人，是約有400萬人；其約占印尼華人的人口數量的三分之一。

### 太平洋和印度洋
如留尼旺島有部分華裔客家人。

### 非洲

#### 模里西斯共和國
於1870年代，在模里西斯的華人，是約有3000餘人。其中，客家人，則是約有1500人。在模里西斯的華人社會中，客家族群，是屬於多數族群，其祖籍多為今日之廣東省梅州市。當前的模里西斯華人的人口數量，是接近4萬；其約占模里西斯的人口總數的3％。

## 母語
客家人使用的母語「客話」（Hak-fa）俗稱客語、客家話或土广东話，在广东西部和广西地区也叫作「𠊎話」、「嘛介話」（Mak-gai-fa）或「艾話」。

### 臺灣

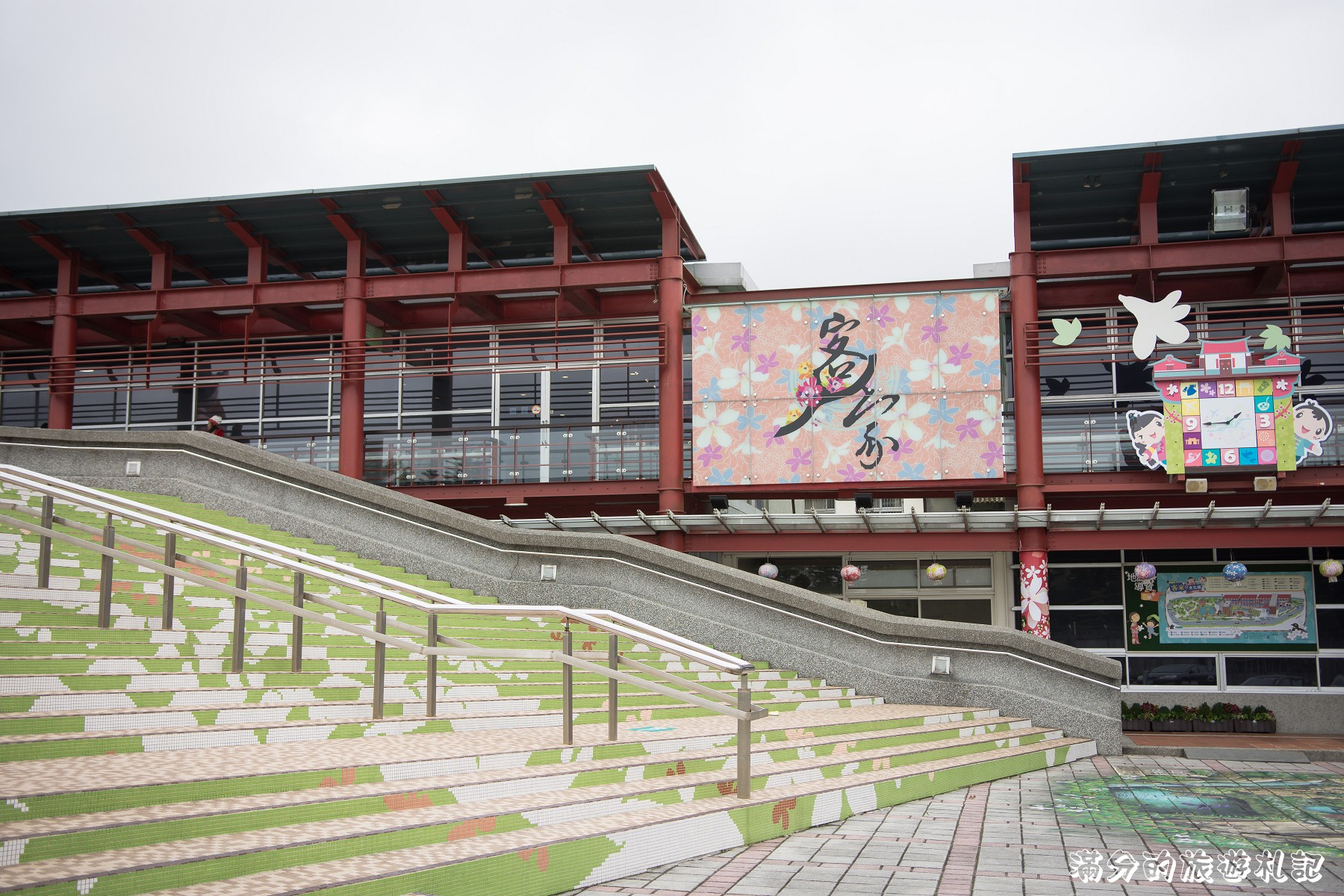
桃園市客家文化館

中華民國過去推動的國語運動打壓包含客家話的台灣本土語言，年輕一輩的臺灣客家裔民眾能聽說客家話的人數大幅降低。
在臺灣省和旁邊的六個直轄市，教育部將之命名為「臺灣客家語」。客家話在客家族群認同上扮演着很重要的作用，客家人素有「寧賣祖宗田，莫忘祖宗言」的祖訓。
1970年代，臺灣省府訂定「台灣省加強推行國語實施計劃」，規定交通機構包括火車及公民營汽車一律使用國語、人民團體開會均應使用國語；各級官員列席民意代表會議必須使用國語、
嚴加勸導商店及流動小販，不得使用外文商標、招牌；禁止電影院對外播放方言、外語，嚴加勸導街頭宣傳勿用方言；各級運動會嚴禁使用方言報告。
2000年通過的《大眾運輸工具播音語言平等保障法》規定公車、捷運等交通工具，需播報閩南語、客家語。

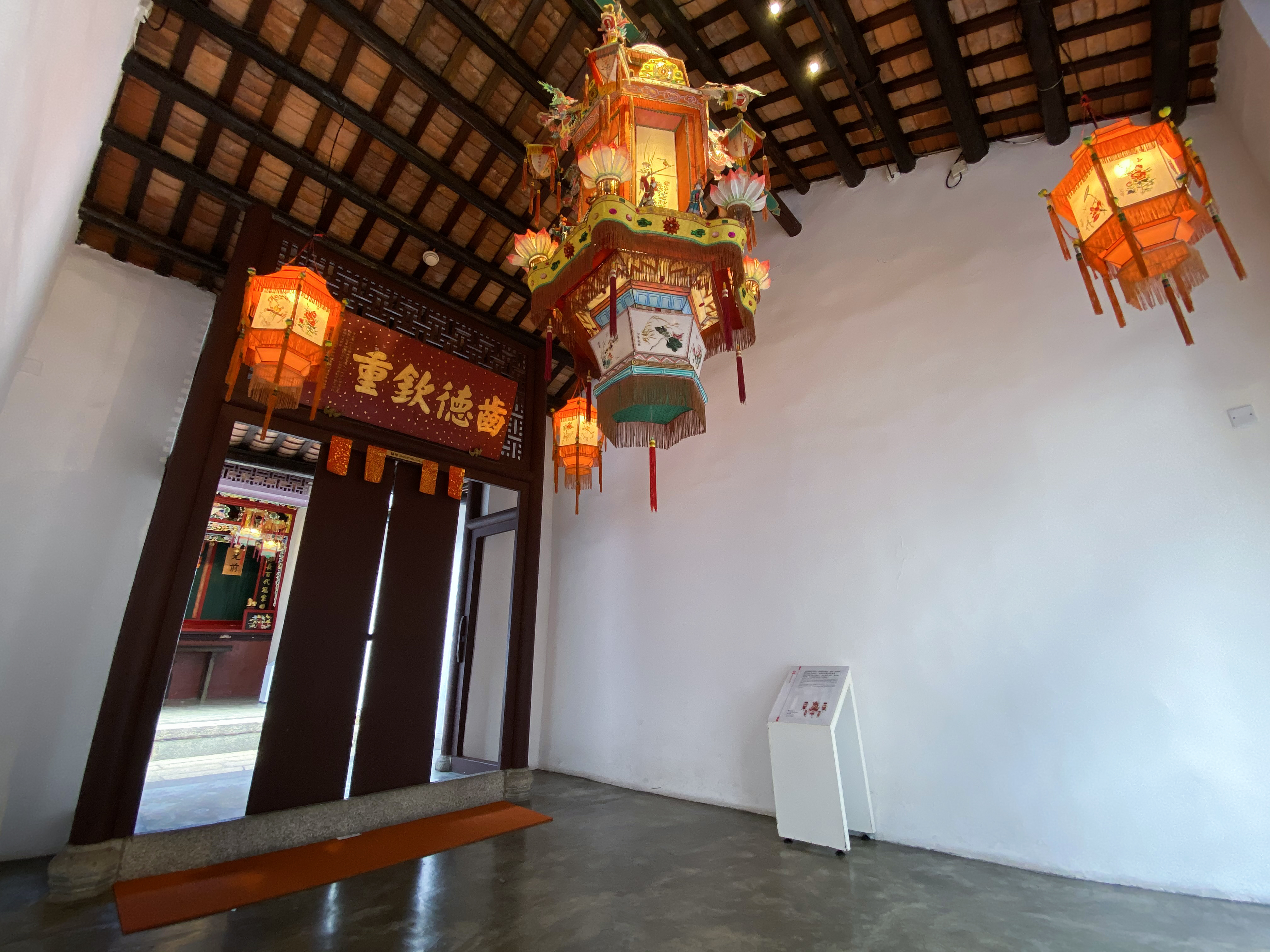
香港荃灣三棟屋博物館

### 香港
香港原屬廣東省寶安縣，是客家人傳統聚居地之一。香港仍未開埠至1898年英國租借新界前，客家人已在今天的香港立足多年，屬香港原居民之一。在新界631個原住民村落裏（例如荃灣三棟屋），以客家人為主的村落有341個，佔54%。根據2012年的《中國語言地圖集》，香港客家語被歸類為粵台片梅惠小片。
2010年假如包括客家原居民和非原居的客家人，则香港的客家人約有200萬人。雖然客家人（包括原居民及非原居民的客家人）在港數量不少，但他們當中現時多數只有中、老年人仍使用客家語，不少香港客家新一代都不會講客家話，或者只懂聽不懂講。這是由於1970年代初，來自中國內地移民帶來了不同的漢語變體（比如廣州話、四邑話、客家話、潮州話、泉漳話、福州話、上海話、山東話等），港英政府遂選擇了粵語作爲香港華人的統一中文口語。根據2011年香港人口普查數據顯示，以客家話為母語的僅有62,340人，佔香港人口的0.9%；報稱通曉客家話的香港人，亦只有259,738人，佔香港人口的4.7%。以上數據都顯示以客家語為母語的香港人口比例正逐年下降。

## 政治
客家人在中國歷史舞台時常擔當重要角色，從南宋末年，文天祥勤皇抗元「兵勢至梅州而大振，男執干戈，女貫甲裳，舉族赴義」。直到近代亦是推動中國歷史進程的主力「清季花縣洪天王清半壁，建國太平，百戰天亡，亙十七年，則民族革命之初祖也」。以及「以迄民國之成，紅花黃花之烈士、南征北伐之虎將、文昭武烈之輔相」均為客家人。客家人與近代中國革命之關係，從客家人在宋末不惜犧牲生命勤皇抗元，到明末清初不肯事清廷，退隱山林或參與反清復明。到清末太平天國起義、台灣和廣東的抗日運動、中法戰爭的抗敵，到孫中山的辛亥革命，海外客僑的貢獻。羅香林認為是民族意識，認為客家人最初因北方異族侵擾而被迫向南遷徙，故而骨子裡存在著仇恨外族的情緒，民族意識特別強，而這份意識在面對元代的蒙古人，清代的满洲人時皆已出現。

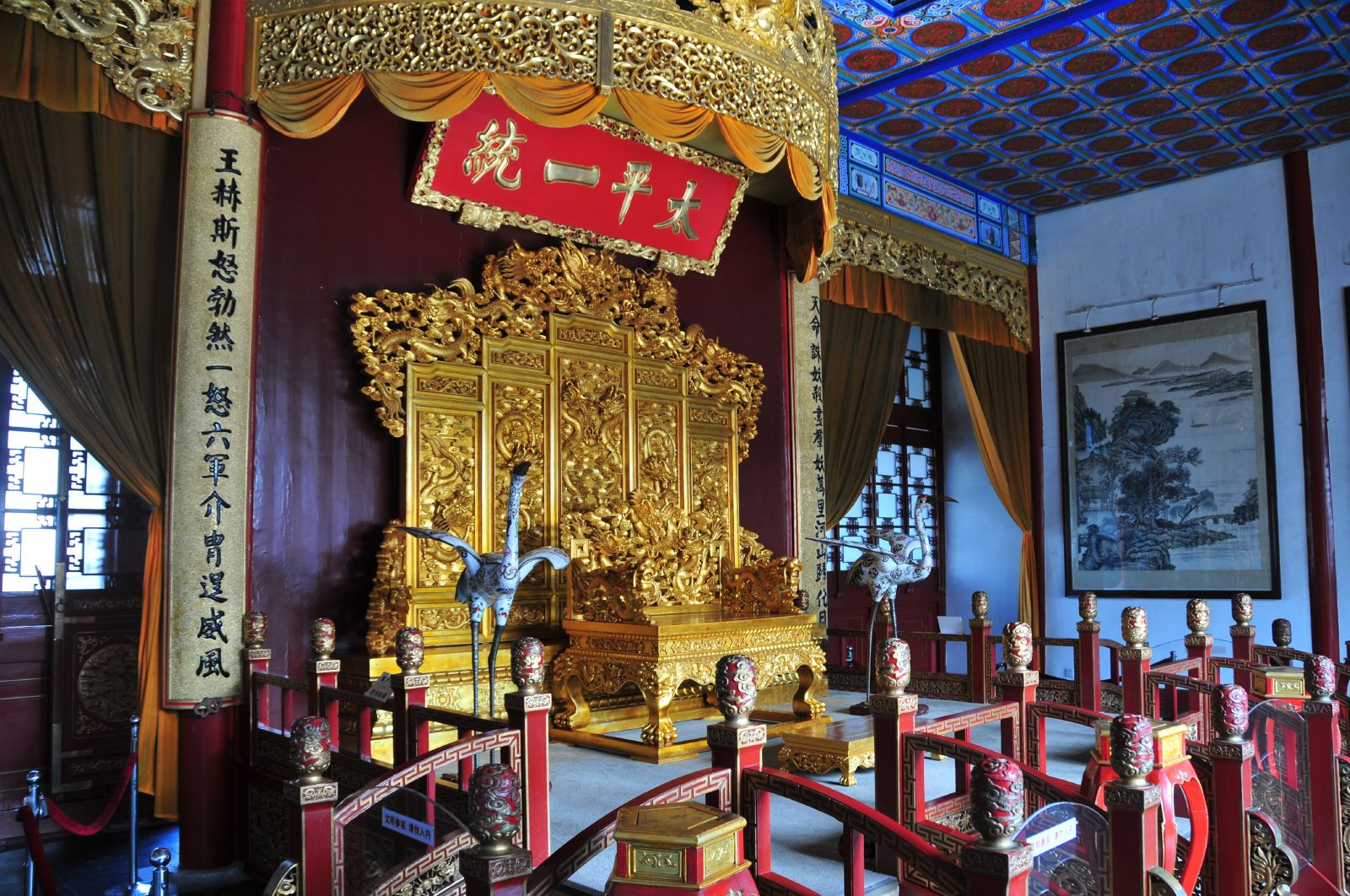
太平天國金龍殿

「手握乾坤殺伐權，斬邪留正解民懸」，這曾是洪秀全對自己的勸勉。並率眾謁明太祖陵舉行祀典，《祭明太祖陵寢文》「上慰吾皇在天之靈，下解百姓倒懸之急」。鴉片戰爭後中國淪為半殖民地半封建國家，滿清政府為了支付戰爭賠款加緊橫徵暴斂，內部矛盾空前激化，1851年洪秀全發動了金田起義，並建立太平天國政權。1853年太平天國定都天京頒布了《天朝田畝制度》，為平均分配土地的具體方案。而《資政新篇》尊重科學技術，提倡興辦企業，主張工商謀利，發展資本主義，鼓勵私人資本，為一套向西方尋求先進技術的完整綱領。1856年太平天國軍事上達到了全盛時期，後因集團內訌所引發的天京事變令太平天國元氣大傷最終於1864年覆亡。
「經略蘇浙間，而立統軍，力撐危難，起連營笳鼓撼百城，無枉半生忠烈。」、「馳騁江淮地，弱冠臨陣，勇對刀兵，挾迴轉飚風橫千里，堪當一世英名。」在太平天國處於十分困難的境地時，雖經忠王李秀成、英王陳玉成等後期名將的努力，經過天京事變、石達開出走的太平天國在軍事上稍有起色，但終究缺乏回天之力。太平天國失敗原因有很多，比如西方列強支持滿清政府鎮壓太平天國等，受到了太平天國的影響和鼓舞，數十年後終於爆發了辛亥革命。而太平天國亦阻止了列強對中國殖民化的進程，主張對外開放、發展本國商業和對外貿易等，客觀上對中國近代化進程起了推動作用。

## 商業
「客商」指客家商人，客商一詞出現於明清之際，是當時廣東的四大商幫，以廣東省、江西省、福建省三地的客籍商人為主，背後是遍布全球的客家人，這種突破地域界限的商幫，以文化為紐帶，崇尚詩禮傳家，守望互助。客商是近現代民主革命和國家建設的支持者，是現代儒商文化的踐行者。

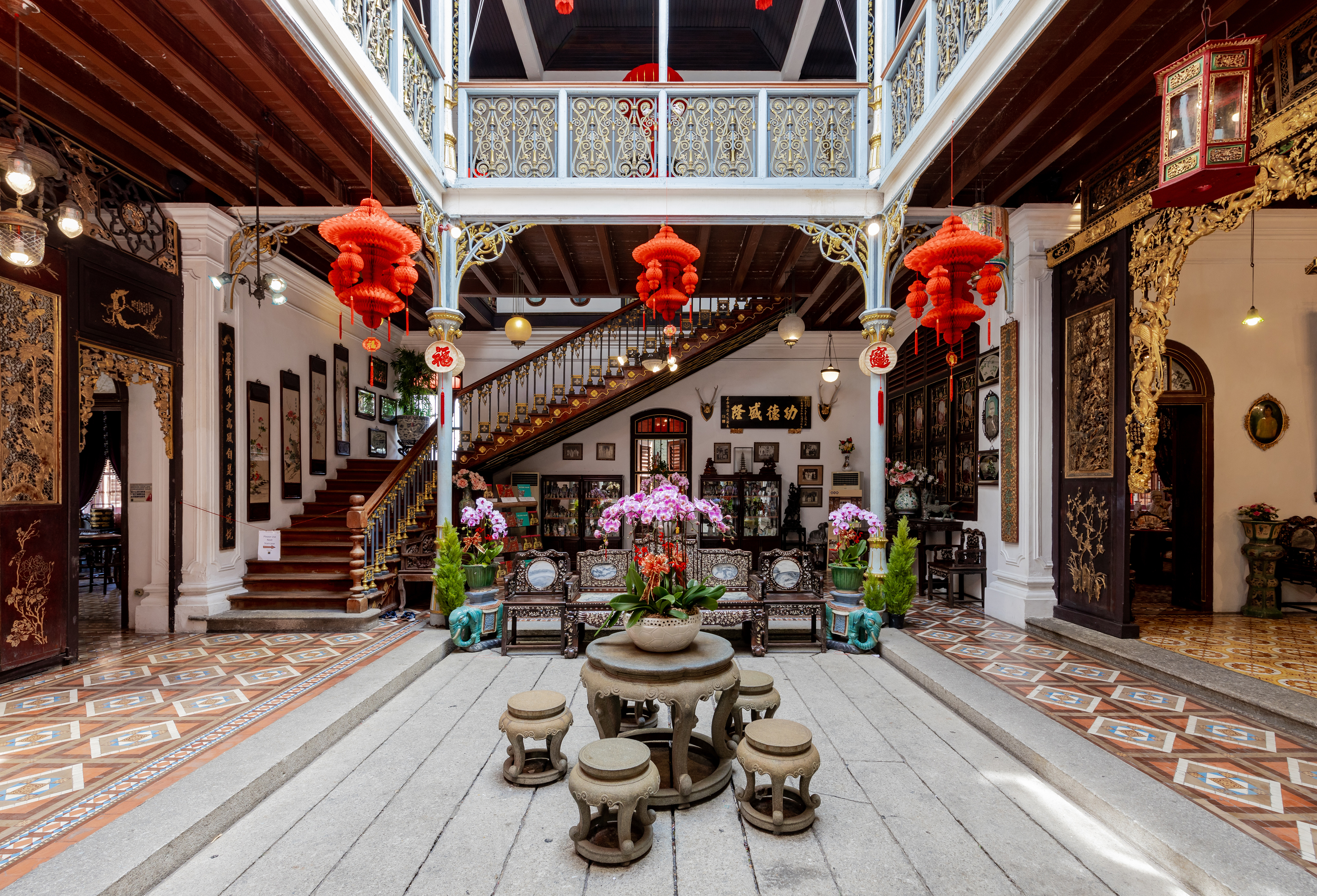
客商鄭景貴檳城故居

明清時期廣東四大商幫為客家商幫、廣府商幫、潮州商幫、海南商幫，因為商業社團組織以及海外網絡的延伸，在近現代社會劇烈變革中不僅沒有消失，反而不斷演變壯大。目前客家商幫簡稱客商，已經超越傳統商幫的內涵，演變為全世界客籍實業家的組織，是華商網絡的成員和組織者之一。客商成員在近現代史上有著重要影響，又被稱為儒商。客商在明清時期跨越省內各縣、全國各地到世界多國進行經商貿易，1840年以後，客商足跡遍布全球。近代客商張弼士是客籍商人的傑出代表，張弼士下南洋、辦實業、搞航運、開鐵路，創立「張裕葡萄酒」品牌，樹立了客商的文化精神。在客商中近現代出現了多位代表人物，從羅芳伯、葉亞來到姚德勝，從丘燮亭、謝樞泗到丘元榮，從田家炳、曾憲梓到今天活躍在中國乃至世界各地的客籍企業家。
張弼士的商業經營策略「人棄我取，人取我與。徵貴販賤，操奇致贏。力行則勤，擇人任時，能發能收，亦如呂尚之謀，孫吳用兵，商鞅行法，若志不足以權變，勇不足以決斷，仁不能以取予，強不能有所守，終不足以學斯術。」而近代客商最早有所成就的是羅芳伯，羅芳伯是廣東省梅縣人。1772年羅芳伯與百餘名親戚朋友漂洋過海，來到印尼婆羅洲，成立華僑與當地民眾相結合的軍隊，打敗了荷蘭殖民主義者的武裝入侵，受當地人和華僑的擁戴。為了更好地發展，羅芳伯組建了蘭芳公司，並設立「蘭芳大總制」。這是一個高度自治的工農商政一體的組織，有高度的自治權和經營權，時人稱他為「大唐總長」。客家人在印尼這片荒島上開墾土地，發展種植業，經營茶葉、橡膠等產業，並進行開採礦產，對城市的開發和建設上有重大影響。蘭芳公司不僅在經營上，而且在體制上都有其創造性，延續了108年。

## 文化
客家文化是中國南方漢族文化的重要組成部分，中華民國客家委員會在廣徵客家人士意見後，宣布將具備當代精神與意涵的「還我母語運動日」（12月28日），訂為中華民國「全國客家日」。

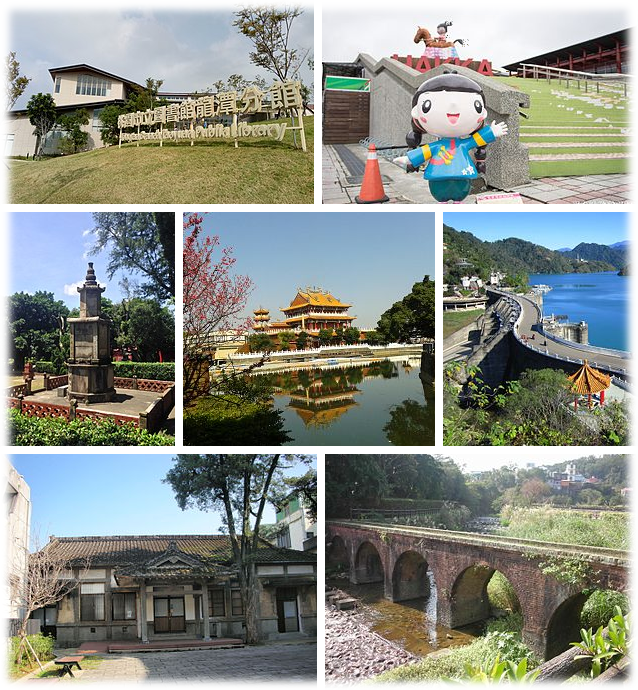

客家文化歷史淵遠流長，近年來在時空交織的社會中，逐漸呈現其資產性，引起各界高度重視，亦因觀光休閒或媒體宣傳之故，而能見度與喜好度倍增，有識者乃適時將其與生活文化、生產文化相結合，則為文化產業，允值開發倡導。其若從客家地方再度區分，則包括歷史、鄉土、民俗、文化、自然景觀、地方特產等皆在其中，由於其與大眾生活息息相關，故皆樂見其展現文化生機與活力，而社區總體營造，正適時提供可行之途徑，將是客家文化產業活化之道。產業發展唯社區總體營造可以是一套策略構想，不外乎以人為本，以生活為核心，以傳統文化產業為基點。建立生態、環保與文化並重。結合客家地方文化特色與產業型態，推動傳統產業振興。鼓勵民間積極參與，建立民眾、專家、企業、政府四合一任務團隊。善用民間資源，如此方可藉由社區自主、自發、自治、自力、自願的總體力量，營造出客家文化產業最佳成果。
近年來台灣客家透過行政院客家委員會的策略、非營利組織與社區發展組織的配合，透過創意的發揮，將客家文化融入於視覺藝術、數位網路與精緻生活產業中成為一種高附加價值的、跨越族群邊界的、生機蓬勃的客家文化創意產業。台灣客家最著名的桐花祭可說是客家文化創意產業的代表。客家委員會從2002年起舉辦客家桐花祭，希望透過文化紮根及精緻的文化活動，展現客家風華，同時加強景點的打造及文化藝術的裝置，妝點客家莊。在深耕文化、振興產業、帶動觀光、活化客莊上，創造了卓越成績。相較於傳統客家的文化認同，當代資訊科技與行銷管理手法，將客家文化從保護與維繫轉變成為一種能夠產生附加價值的文化產業。客家委員會成立之後，則出現了更多創新的技巧與特殊的表達形式，當代客家文化確實逐漸轉型為精緻生活文化的重要內涵。
在相關客家文化事務機構大力推廣客家文化產業以及相關商品開發，讓客家文化產業蓬勃發展並具有特色。其中和文化創意相關的活動，包括客家桐花祭、客家音樂MV創作大賽、客語家庭標章LOGO、客家創意商品設計競賽、客語家庭LOGO徵選以及客動義民電腦動畫設計競賽等。目前客家文化相關的設計與創意活動豐富，從這些成功經驗可以發現藉由創意設計突顯客家文化的獨特風格及品味，對於文化傳承、創新並發揚具有顯著的效果。

### 圍屋古鎮
客家圍屋是漢晉塢堡的活化石，有方形、圓形、八角形和橢圓形等形狀的圍屋共有8,000餘座，規模大，造型美，科學實用而有特色。而客家土樓的夯土版築技術，是中国自古以来建城造牆積累下來的結晶。客家人具有兩個基本特徵，其社會特徵是宗族共同體聚居，其建築特徵是圍堡式大屋。前者淵源於漢晉時期宗族共同體聚居制度和塢堡宗族聚居方式，後者淵源於漢晉時朝的塢堡建築。這兩種居住制度，因南遷後的生存、發展需要相結合，從而形成了具有客家特色的住宅和居住方式。

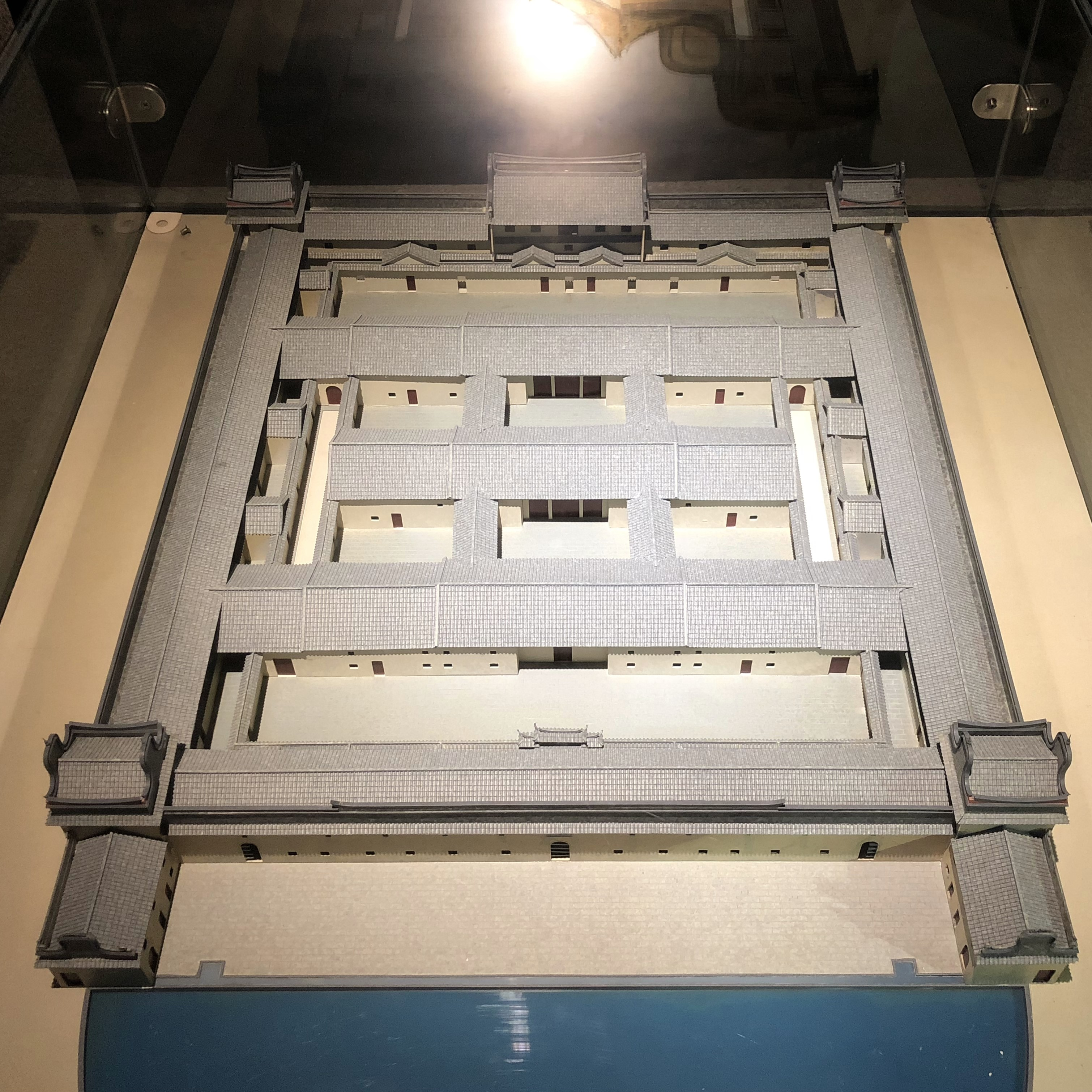
惠州客家圍屋會龍樓模型

《史記．貨殖列傳》「潁川、南陽，夏人之居也，夏人政尚忠樸，猶有先王之遺風。....南陽西通武關、鄖關，東南受漢、江、淮。宛亦一都會也，俗雜好事，業多賈，其任俠，交通潁川，故至今謂之夏人。」豫州處於南北交界地帶的特殊位置，進入東晉南北朝後，南北戰爭常在此地展開，東晉劉毅任豫州刺史時就曾上表提到豫州接近北方胡族政權，這地方的人多以打仗為能事「忝任此州，地不為曠，西界荒餘，密邇寇虜，北垂蕭條，土氣強獷，民不識義，惟戰是習。逋逃不逞，不謀日會。比年以來，無月不戰，實非空乏所能獨撫。」由於戰亂的影響，許多人南渡到江淮間，流亡的人據險自保「永嘉之亂，百姓流亡，所在屯聚」聚保於山澤險阻形成塢堡，或叫壘壁、堡壁、屯塢、壁塢等等。地理位置的影響，豫州地區的塢堡出現時間很早，永嘉年間就發生匈奴劉聰遣人攻擊塢堡的事件「粲及其徵東王彌、龍驤劉曜等率眾四萬，長驅入洛川，遂出轘轅，周旋梁、陳、汝、潁之間，陷壘壁百餘。」豫州地區塢堡分布數量眾多，加上胡族政權也必須出動上萬人的軍隊來對付，可見塢堡的武裝力量也不弱。
在江淮間聚保的移民來源，譚其驤《晉永嘉喪亂後之民族遷徙》曾分析晉永嘉亂後民族遷徙的情形，接受移民的地區分為幾個區域，「安徽省及河南之淮以南，湖北省之東部，江西省之北邊。」當時江淮間多被塢堡勢力所佔據，「流人塢主張平、樊雅等在譙，....又有董瞻、於武、謝浮等十餘部，眾各數百」這些塢主以自己的部曲為基礎，以各種手段組織流人成為士兵。選擇險阻而內有水泉及耕地之處，修築塢堡，平時在塢外農牧，故多築於山頂之平原或山澗處。所以塢堡不僅有軍事的功能，其實也是經濟自給自足的莊園。塢堡的組織有濃厚的家族性和地域性，其首領往往由一家所世襲，自訂法律以維持堡內的秩序。塢堡是基於共同利益而成，善於利用地理的險要來對抗外來入侵者。江淮間的塢堡勢力都沒有大到足以影響南北兩地政局。而這些勢力也並不完全聽命於東晉朝廷，他們在政治上有相當大的獨立性。能夠在兩大政權的夾擊下生存，甚至還能進一步發展成可以影響流移之地的地方勢力，大多是擁有強大宗族勢力的集團。

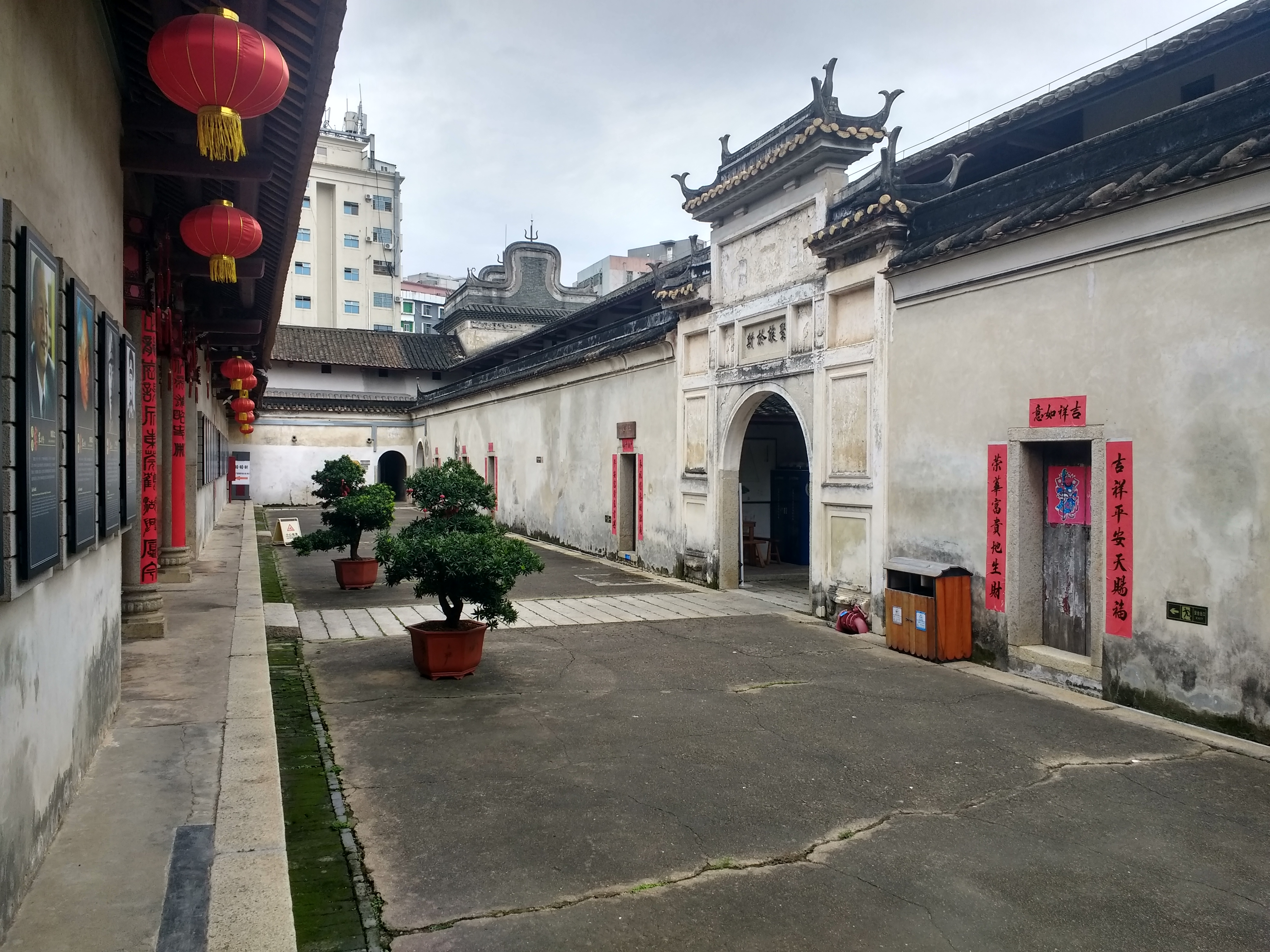
深圳客家圍屋-鶴湖新居

- 廣東省：圍龍屋-花萼樓-榮槐樓-棣華圍-磐安圍-滿堂圍-四角樓-承德樓-人境廬-南華又廬- 原膴隆基-東昇圍-馨梓圍-崇林世居-善述圍-濟濟樓-泰安樓-德先樓-碧灧樓-永貞樓-善述圍-南陽世居-大塘世居-肇慶堂-崇慶第-繼善樓-兩秀新居-長興圍-輯瑞廬-光祿世居等。圍龍屋以廣東梅州為代表；於臺灣南部較多，而中部的石岡、東勢地區客家人則稱其作「圍屋」。[81]

- 江西省：東生圍-關西新圍-燕翼圍-栗園圍-漁仔潭圍-龍光圍-雅溪圍-西昌圍-沙壩圍-烏石圍等。江西龍南縣有全世界最多的客家圍屋。[82]

- 福建省：振成樓-齊雲樓-二宜樓-善慶樓-步雲樓-和昌樓-振昌樓-瑞雲樓等。[83]福建土樓：即福建龍岩和廣東大埔一帶的客家人所居住的大型民居群，以永定土樓為代表，已被列入世界文化遺產。[84]

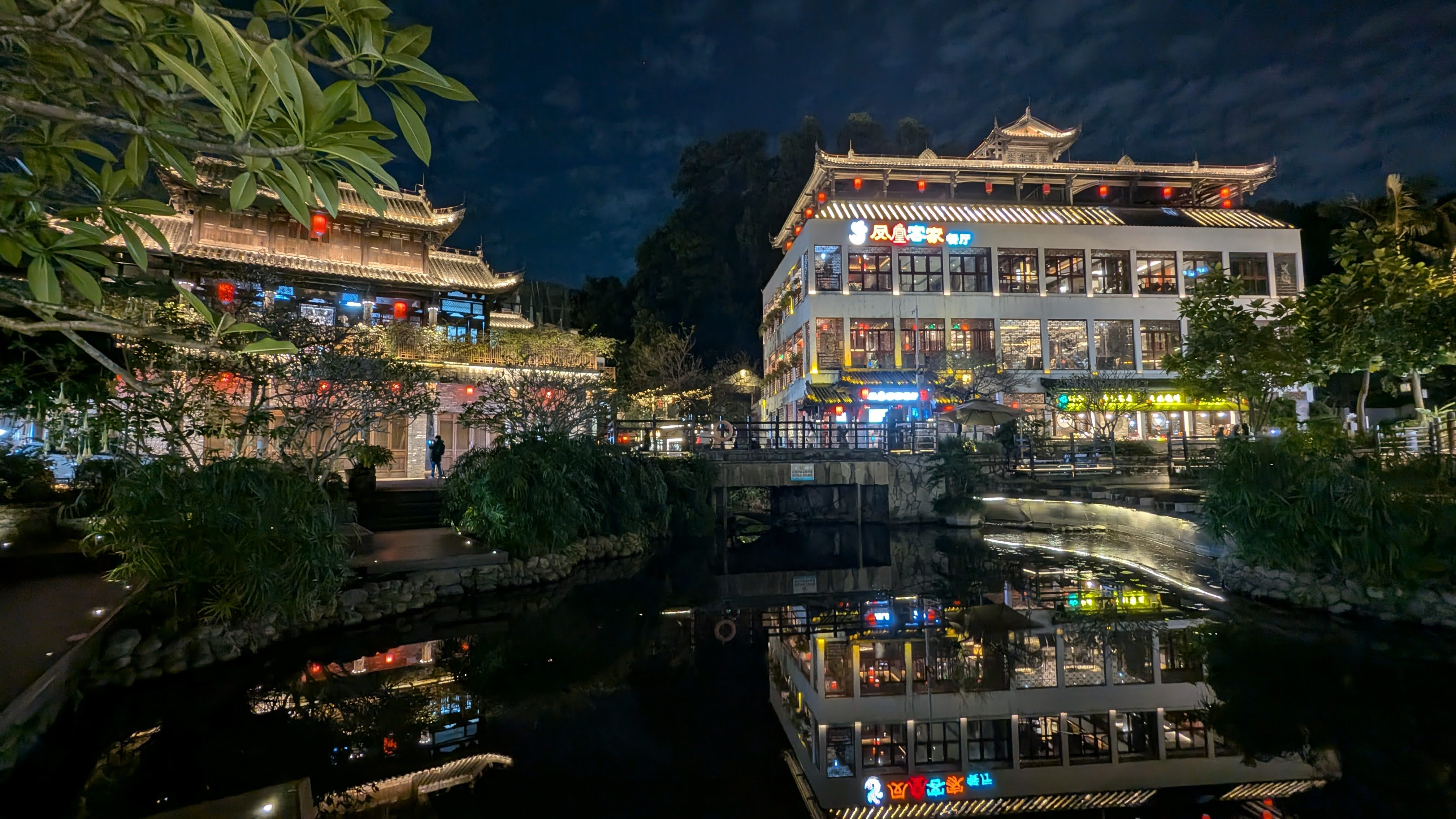
深圳甘坑客家小鎮

- 深圳客家圍：鶴湖新居-大田世居-大萬世居-茂盛世居-豐田世居-龍田世居-新喬世居-西埔新居-正埔嶺世居-璇慶新居-吉坑世居-梅岡世居-環水樓-洪圍-貴湖塘老圍-迴龍世居-田豐世居-玉田世居-福田世居-秀嶺世居等。[85]

- 香港客家圍：沙田圍-上水圍-粉嶺圍-曾大屋-三棟屋-企嶺下新圍-蕉徑老圍-谷埔老圍等。[86]

- 祠堂（家廟）：祭祀共同祖先的建築物，在傳統客家村落，祠堂是聚族而居的中心，宗族在祠堂祭祀祖先、討論族中大事、興辦教育，是宗族內部聯繫族眾的紐帶。[87]

- 伙房（夥房）：夥房為「ㄇ」字型設計，正中央則是「廳下」﹙祭祀祖先的廳堂﹚，以屋頂高低作為輩份之區分，廚房共用，共用一口灶，一起伙食。[88]

- 走馬樓：有走廊可通行的樓屋，甚至騎馬可以在裡面暢行無阻，外形一字形、凹形或曲尺形，分上下兩層。[89]

- 五鳳樓：為土樓的一種形式，其樓依山形而建，呈層層高姿態，一般有五個層次，形如雁翅，故稱“五鳳樓”。[90]

- 四點金：主要特點為房屋四角升建有如近代砲台樓式的高層建築，樓四角均有槍眼。[91]

- 混合式：這是客家僑鄉民居建築形式的一種特殊風格，是將客家傳統的房屋結構結合西洋的建築藝術裝飾建造的混合型民居建築。較突出的有梅縣白宮鎮的“聯芳樓”、程江鎮的“萬秋樓”等。[92]

- 敬字亭：用於燒毀書有文字，受科舉制度影響，古人認為文字是神聖和崇高的，寫在紙上的文字，不能隨意褻瀆，即使是廢字紙，也必須誠心敬意地燒掉。[93]

- 客家古鎮：成都洛帶鎮-梅州百侯鎮-邵武和平鎮-龍巖永定客家古鎮-梅州松口鎮-長汀鎮-深圳甘坑客家小鎮-深圳觀瀾文化小鎮等。[94]

- 客家古村：贛縣白鷺村-河源南園古村-河源蘇家圍-河源林寨古村-韶關石塘古村-連城縣培田村-唐江盧屋古村-梅州橋溪古村等。[95]

### 宋城文化
贛州古名虔州，是中國當今保存完好的宋代城池，有宋城博物館之稱，客家文化源遠流長。章江、貢江在龜角尾合二為一成贛江，客家先民南遷溯贛江而至就在龜角尾登陸，贛州的宋代古城牆為中國五大古城牆之一，宋城牆沿江而築，垛牆、炮城、馬面、城門保存依舊。

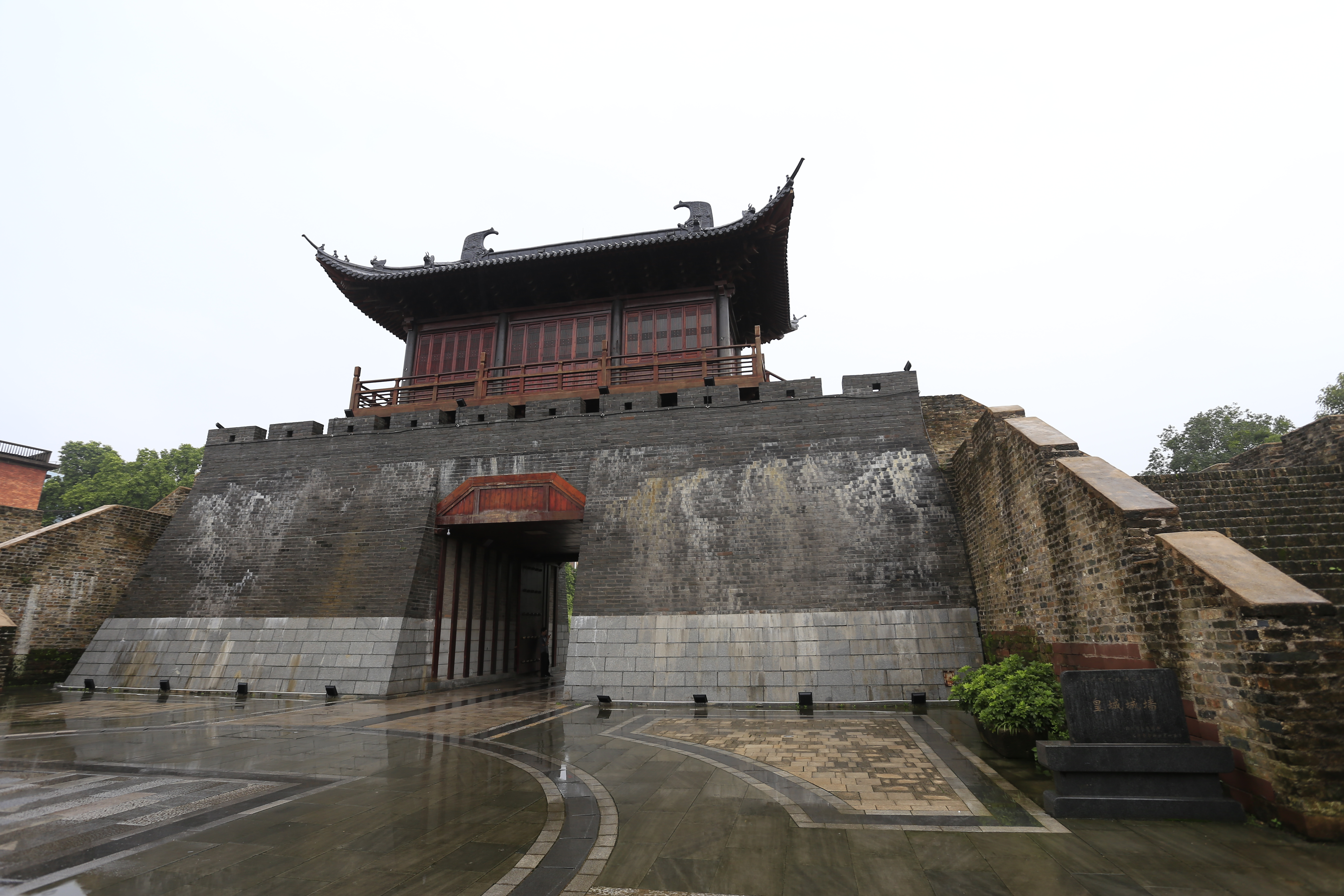
贛州軍門樓

贛州是客家先民南遷到達的第一站，是客家民系的發祥地和客家人的主要聚居地之一，全市客家人口占95%以上，世稱客家搖籃。 位於章江、貢江匯合成贛江之處，是被譽為千里贛江第一城的歷史文化名城。始建於北宋嘉祐年間的八境台和全中國唯一保存完整的宋代古城牆構成了贛州古城的一道特有的風景線。陳寅恪有一論斷「華夏民族之文化，歷數千載之演進，造極於趙宋之世。」贛州恰好得名於宋代，沿用至今已近千年。在宋代由於贛州居於中原通往嶺南之要衝，借長江、鄱陽湖、贛江、章江水利交通之便，成就了商賈如雲，貨物如雨的景況，至今保存了宋代的城牆、樓台、石窟、窯址、碼頭、浮橋、佛塔等眾多古蹟。
其中開中國八景文化先河的八境台，以名句青山遮不住，畢竟東流去的鬱孤台，中國唯一仍在發揮作用、福澤千年的宋代城市地下排水系統的福壽溝，藏有宋代珍貴文物的慈雲塔，開鑿於唐代、興盛於宋代的通天岩石窟，中國唯一保存完整的宋代磚砌城牆，宋代江西四大窯場之一的七里窯，周敦頤、曾幾、蘇東坡、辛棄疾、岳飛、文天祥、洪邁等宋代名人在贛州吟詠留下的詩詞歌賦皆書寫著贛州這座宋城的獨特魅力。名人雅士曾在此流連，王陽明曾在此講學，辛棄疾的“青山遮不住，畢竟東流去”吟誦的也正是這裡的景色，王安石等宋代名人都曾駐足贛南，寄情山水，留下了許多墨跡華章。南宋詞人辛棄疾留下千古絕唱《菩薩蠻·書江西造口壁》，理學創始人周敦頤在這裡寫下了著名的《愛蓮說》，王陽明在這裡潛心研究心學，湯顯祖在這裡創作了《牡丹亭》，風水祖師楊救貧在這裡創立了形勢派風水理論，是宋明理學的奠基地、客家文化的孕育地和傳播地。 

### 教育
在古代由於客家地區存在崇文重教、耕讀傳家的社會傳統，形成學術積澱，普遍存在三代進士、一腹三翰林等現象。當有宗族子弟蟾宮折桂取得功名中進士、舉人者，會於祠堂外圍竪立石旗桿以表彰族中取得功名的子弟。

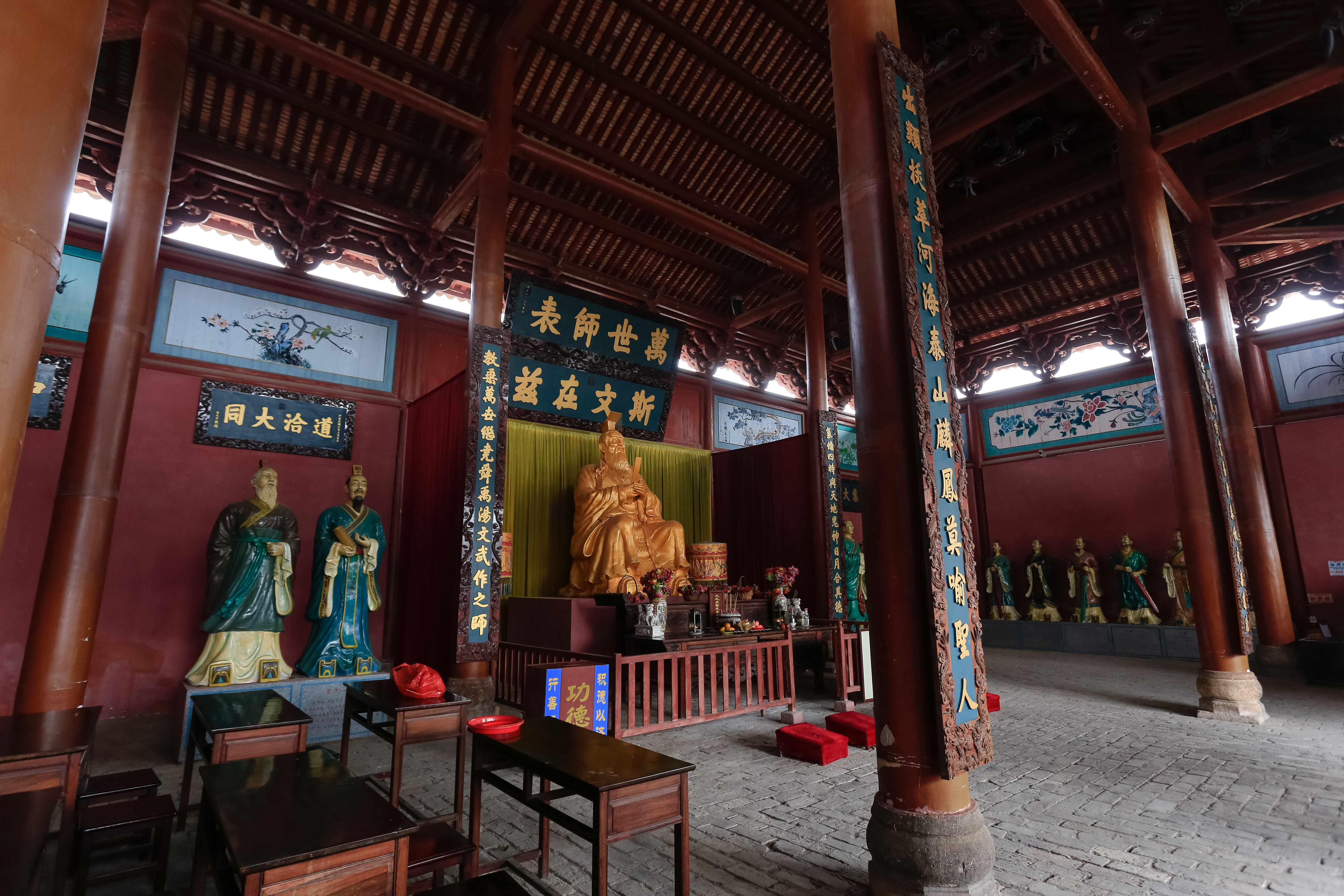
河源佗城大成殿

客家人通過讀書中舉實現「朝為田舍郎，暮登天子堂」的夢想，躋身於統治階級行列，反過來又為國家推行禮樂教化，實現其修身、齊家、治國、平天下的理想。在定居地創辦塾學，教育子弟，傳播文明，由家族開基祖或家族中德高望重的先祖制訂家規、家訓，其中一些家族把家訓以楹聯的形式鐫刻、張貼在居所的門框及廳堂牆上，教育族中子弟奮發。「振綱立紀，成德達材」、「能不為息患挫志，自不為安樂肆志」。這些傳家楹聯，其主要內容包含立業、報國、修養、處世、氣節等方面。楹聯的字裡行間傳達著忠孝仁義禮智信的哲理，為其裔孫確立了為人處世的規範，樹立了自我修養的標桿。
客家人的家訓，各個姓氏雖有差異，但都有一個共同之處，教育子孫後代遵循「孝悌忠信禮義廉恥」。這些代代沿襲的家訓，成為理想追求和原生動力，體現著人生的價值所在。子孫受家訓熏陶，恢弘先緒，崇文重教，睦鄰相助，振奮家聲。家無綱紀則廢，國無綱紀則亂，客家先祖把「禮義廉恥」奉為圭臬，在家訓中多有體現。而孝悌觀念深入人心，孝是忠的基礎，忠是孝的延伸。「忠信」是客家家訓中又一貫穿始終的顯著特徵，家是小的國，國是大的家。對「家」「國」懷著深厚的感情，客家先祖把這種「興家報國」的家國情懷用家訓的方式向後人生動詮釋、諄諄教導。「仁」是儒家思想的核心，孝悌是「仁」的根本，具體地說，在家庭裡要做到「孝悌」，正確處理家庭內的人際關係，然後把家庭的人際關係推而廣之，從而正確處理社會上人與人之間的關係，這是興家旺業、社會和諧的基礎，客家家訓訓誡後人要注重道德修養，把「孝悌仁愛」視為立身處世之要。

### 敬字文化
敬字惜紙，是客家人的傳統禮俗，敬字文化與客家人對於惜敬字紙的崇拜，祖先認為文字能傳遞人們的感情，文字也具有靈，文字和紙張發明後，知識足以累積、傳承，此敬字風俗所展現的一個族群文化現象與生存哲學，敬字亭除了當成焚化字紙的場所，實際上也因為民間信仰的多樣性及實用價值而產生許多不同的功能。文字和紙張的發明，可說是人類文明發展最重要的里程碑。有了文字和紙張後，人類的知識不但得以累積，也更容易傳播，透過知識的傳播，不但讓整個人類文明大幅進步，生產力也得到大幅的提升，任意撕裂、塗抹書本，以及丟棄字紙等行為，更是對文字的不敬。

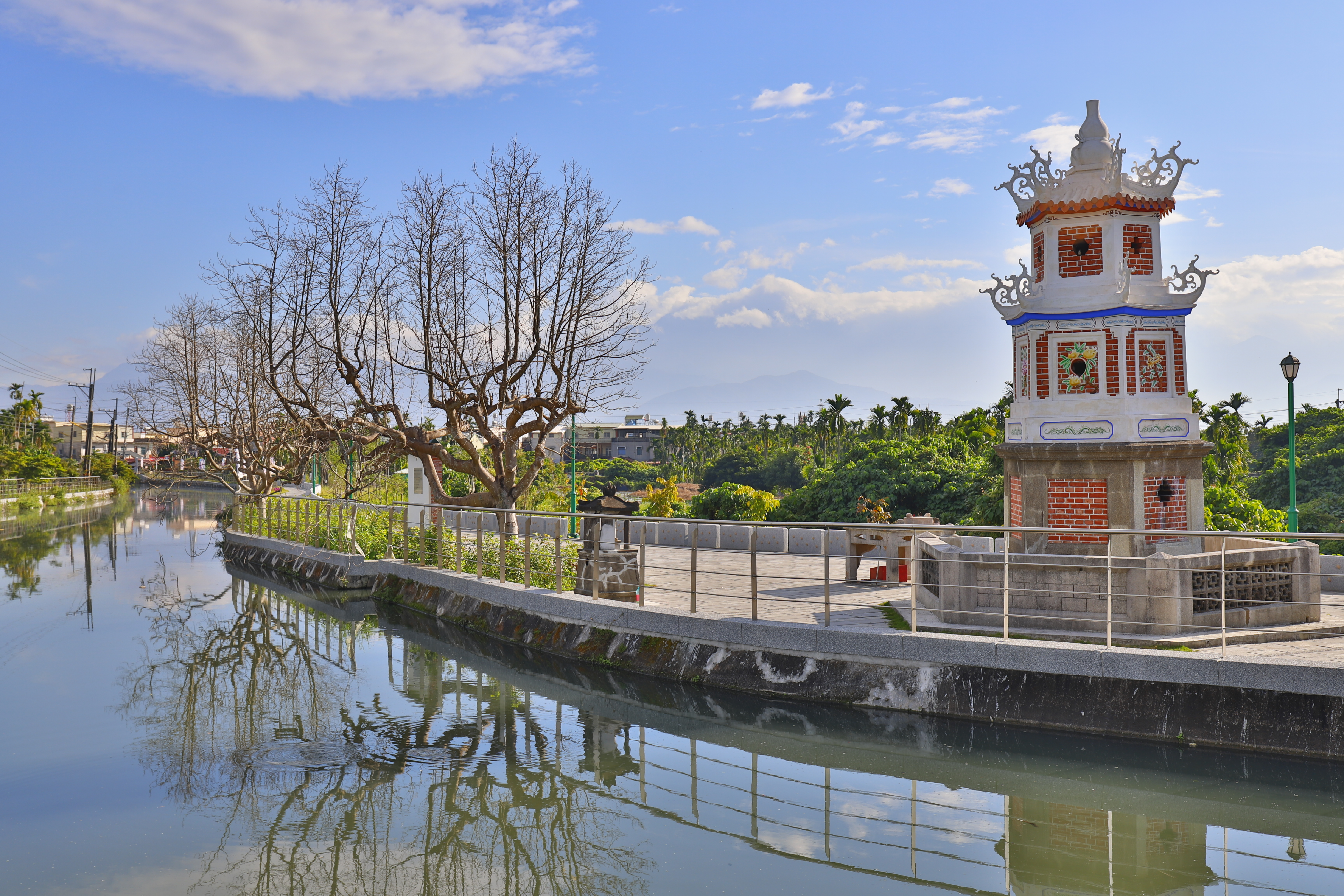
台灣屏東竹田達達港敬字亭

文字的起源，依史籍考證，在上古時代，先以結繩記事為文字的起始，而後發展為圖畫刻於貝殼、龜殼、木片之上。至軒轅黃帝時代，由史官倉頡把已有的文字加以整理，成為有系統的文字，直至周朝才有六書之體，六書為文字的構造原則，即象形、指事、會意、形聲、假借、轉注。古時文人學子以倉頡造字、蔡倫造紙的艱難，故對文章、字紙都非常的敬重，不敢有絲毫的污穢或侮辱，文字的創造，使歷史得以延續，文化得以傳承，使人類趨向文明，先民敬惜字紙，建造敬字亭，焚燒字紙用以祭祀倉頡，並傳承敬惜字紙文化。
焚燒字紙的另一用意是期使字紙能上達天聽，保佑後代子孫能高中科舉，光宗耀祖。故敬字亭又稱聖蹟亭、敬聖亭、惜字亭、字紙亭，為讓家族的子弟受教育讀書識字，科舉考試也就成為重要途徑之一，晴耕雨讀之風於是形成，世代相傳。敬重文明的觀念由此而生，因此客家人對於文人或文明之神特別尊敬，如文昌帝君、韓昌黎、孔夫子、製字先師倉頡等，並養成敬惜字紙的風俗習慣，代表文化遺跡的敬字亭就在此時誕生。客家祖訓有文字的紙張不能隨便丟棄，也不能墊坐在屁股之下，古代人對於文字紙張愛惜的程度，是現代人無法了解的，古代每個讀書人一定會在書桌旁擺一個字紙簍，將不要的字紙丟入字紙簍裝滿之後，再拿去敬字亭焚燒。隨著時光的流逝，將字紙放入敬字亭焚燒，這項傳承已漸漸的被人們所淡忘，今日科技的發達，教育的普及，都是因為有文字紙張的創造發明，故受儒家思想的影響，客家人對知識崇拜之深，從晴耕雨讀，祠堂的棟對、燈對上的文字，街頭巷尾的敬字亭，可見重視教育的程度。

### 祠堂文化
客家人重視血緣關係，每個宗族都建立祠堂廟宇祀奉先祖，祭祀時男丁需全部參加，按世輩和年齡排列，沒有富貴貧賤之分，每個姓氏都把祖宗的事跡和族人的世系加以記錄於族譜留傳。虽历经千年沧桑巨变，客家人依然保留着许多风俗习惯与文化传统，用黄遵宪的话说“礼俗犹留三代前”，依然恪守着儒家伦理道德。其中，敬祖崇礼、尊师重教、厚德载物、自强不息等核心价值理念已经融入客家人的文化血脉，成为客家文化的精神品质。作为客家传统文化的重要载体，以客家宗祠为文化空间，包括宗族谱牒以及祭祖仪式活动等在内的客家宗祠文化集中表达了客家人的价值理念。

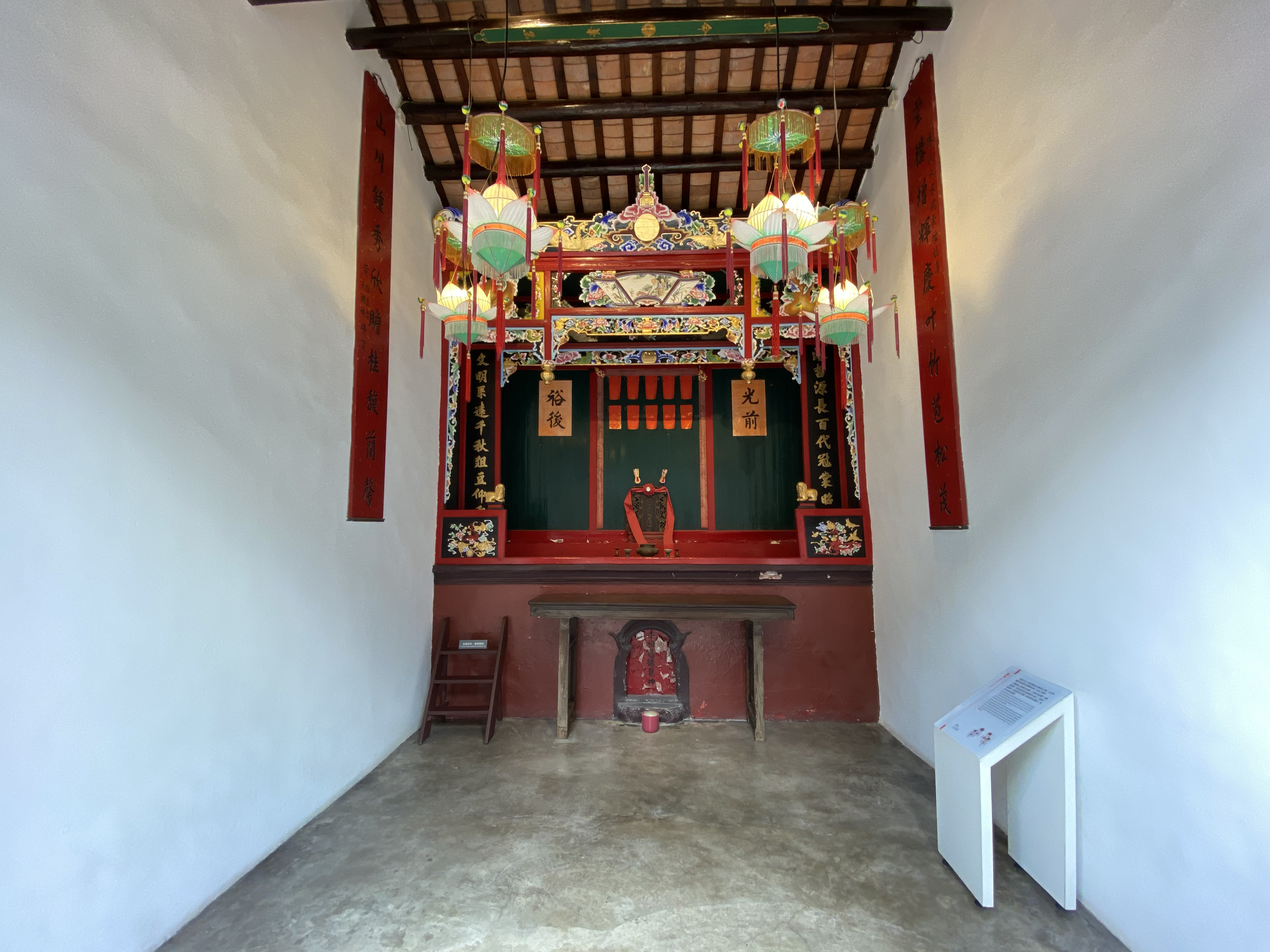
香港荃灣三棟屋祠堂

《禮記·曲禮》「君子將營宮室，宗廟為先。」立廟祭祀最初是貴族身份的象徵，「天子七廟，諸侯五廟，大夫三廟，庶人祭於寢」。直到北宋實行與士大夫共治天下的國策，士大夫提倡恢復宗法，以強調家國一體。打破禮不下庶人的原則，放寬宗族祭祖禮制，允許民間創設祭祀場所。與漢唐墓祠家廟不同，受北宋復興先秦儒學影響，祠堂乃西周宗廟的恢復。後因元明之際皇權專制強化，在利用和打擊宗族之間不斷調整，當皇權足夠強大不需要依賴地方宗族時，祠堂便消失殆盡。明中葉以前就只允許貴族或有品階的官員設立祠堂，民間庶民建祠並不合法。明中葉以後皇權不得不依賴於宗族對地方進行控制，於是才正式允許庶民建祠以祭先祖。祠堂一般有堂號、堂聯和祠規，堂號即名號，目的讓子孫知曉本族來源，追憶祖先功德，勸善懲惡，教育族人。而堂聯亦稱祠聯，主要訓勉後人珍惜家族聲望，向上進取，內容多為儒家倫理。
客家人會在祠堂門額上設置門匾，門匾上鐫刻四字橫批，或標明姓氏來源，或彰顯家教理念，「清白傳家」、「潁川流芳」、「相國遺風」。門匾起源於漢魏時期門閥制度的「門第閥閱」，本是士族用來標榜門戶的功狀，東晉時期客家先民由中原遷至江淮，唐末因江淮混戰湧入贛汀地區，兩宋進入兩廣地區，門匾已演變為一種崇尚祖訓、銘記歷史、注重家教、愛惜名節的文化，歷經千百年。匾框選取與自家姓氏相關的成語、典故或體現宗族理念的四字詞語鐫刻其上，有的還配上吉祥圖案，融書法、繪畫於一體。大多數門匾是各姓氏世代傳承下來，為各姓專用，有些也可通用，鐫刻了客家人的姓氏、祖居地、郡望和遷徙路徑等標記，突出體現了客家人不忘先祖、牢記歷史的文化特徵。門匾曾經是客家人扎根、立業、興家的精神旗幟，因此客家人非常重視門匾的書寫和繪製儀式。書寫門匾的先生要為同姓，書寫時間也要選擇吉日。到了那天長輩和書寫門匾的先生到場，擺放好三牲、三果、茶酒等祭祀品，率領宗族男丁，先叩天地、再敬祖宗，然後才請先生書寫門匾，門匾寫好後，還有揭匾、鳴炮等儀式。客家人通過宗祠牌匾、祭祖穆宗、上燈敬老等文化載體傳承家風，在城鎮化的過程中傳統文化日漸衰落，而客家傳統家風的傳承與弘揚，離不開民間團體發起的宗族文化復興活動，更離不開民眾日常生活對家風的堅持和守護。

### 義民信仰
義民廟對於臺灣客家文化有很重大的意義，不僅代表了臺灣客家人的精神、文化，也是臺灣客家人的信仰，可以說義民廟是臺灣客家人的廟，而義民廟在臺灣分布多處，其中較為知名的有桃園平鎮、新埔枋寮、苗栗社寮崗三處。有認為義民廟所奉祀的義民爺，是被朝廷表揚的為保鄉衛國而犧牲生命之客家人，是助官平亂的英靈，然而事實上義民爺還包括泉州裔福佬人與平埔原住民。

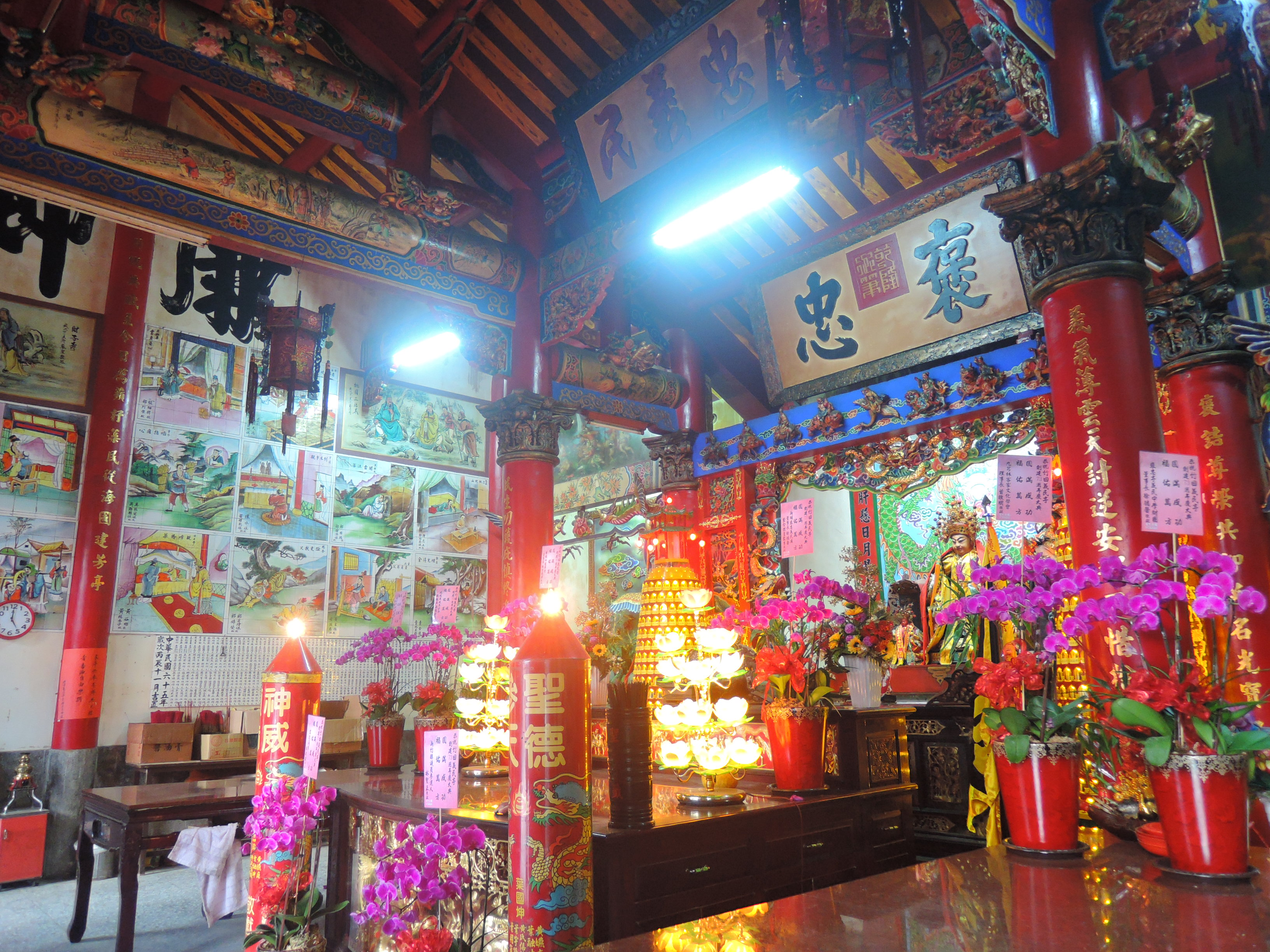
義民廟內所懸掛的「褒忠匾」為義民信仰重要指標

義民並非臺灣開發史上所獨有的歷史現象，歷史上中國各地亦不乏義民的組設，《尚書‧多方》云「乃惟以爾多方之義民，不克永于多享」，對國家而言，義民之「義」通常與「忠」字連用。宋以後，所謂的「義民」是「忠義民兵」的簡稱，明代「義民」除軍事功能外，開始有賑濟的社會功能及授官的政治功能意涵，清代各地也出現過不少義民，其中臺灣「義民」主要表現為助平民變的政治及軍事功能以及穩定社會秩序的社會功能，而從取得開墾的合法性等在經濟層面獲享可觀利益來看，義民角色背後也表現濃厚的經濟功能色彩。大體上「義民」的名稱，往往由統治者的角度而訂名，清代也不例外。
所不同者，清代義民是先自稱，然後因戰功再由朝廷敕封。康熙六十年朱一貴事件，朱案之時建「大清義民旗」，成為官軍平亂股肱。義民及義民信仰與客家族群認同的關係，時至今日義民爺信仰已成為客家人在臺灣的在地化特徵，也是臺灣的客家人和臺灣以外其他地區的客家人在文化上最顯著的差異。此外，義民爺信仰的背後似乎也涉及集體的歷史記憶是否是選擇性的形塑的問題。從義民「忠義」的正面形象論述在客家族群不斷被重新建構乃至強化突顯這點來觀察，答案已經呼之欲出，也某種程度呼應創發的傳統。一方面傳統依賴創造而再生，另方面創造卻又需要傳統的啟發。傳統與創造之間呈現互動的涵攝關係，這是「歷史意識」與「現實意識」呈現辯證關係的明證。
歷史記憶可以重新再建構，集體記憶即是一種社會性建構的概念，不同的群體往往存在著不同的集體記憶。集體記憶維繫著族群的認同，研究集體記憶有助歷史研究過去的本質。然而臺灣客家族群從清代以來不斷透過乾隆「褒忠」御旨及褒忠亭內外的楹聯、匾額、碑文、古文書等文字意象正面論述，重構及強化義民的「忠義」形象，並凝塑成為義民精神，背後似突顯集體的歷史記憶乃是選擇性的形塑或再建構。

### 民俗傳統
民俗文物是客家文化的具體反映，也是生活的軌跡和祖先的智慧結晶。在昔日漫長的歷史長河裡，曾經隨著先民走過艱辛坎坷的歲月，一品一物均是先民利用大自然資源所創造的器物，經過長時間的累積，演進而成為各種不同的民俗。因此文物的保存彌足彰顯精神的內涵，代表生活的意義與價值。隨著居住環境、風俗習慣等的不同，所流傳的民俗文物也就各異其趣。

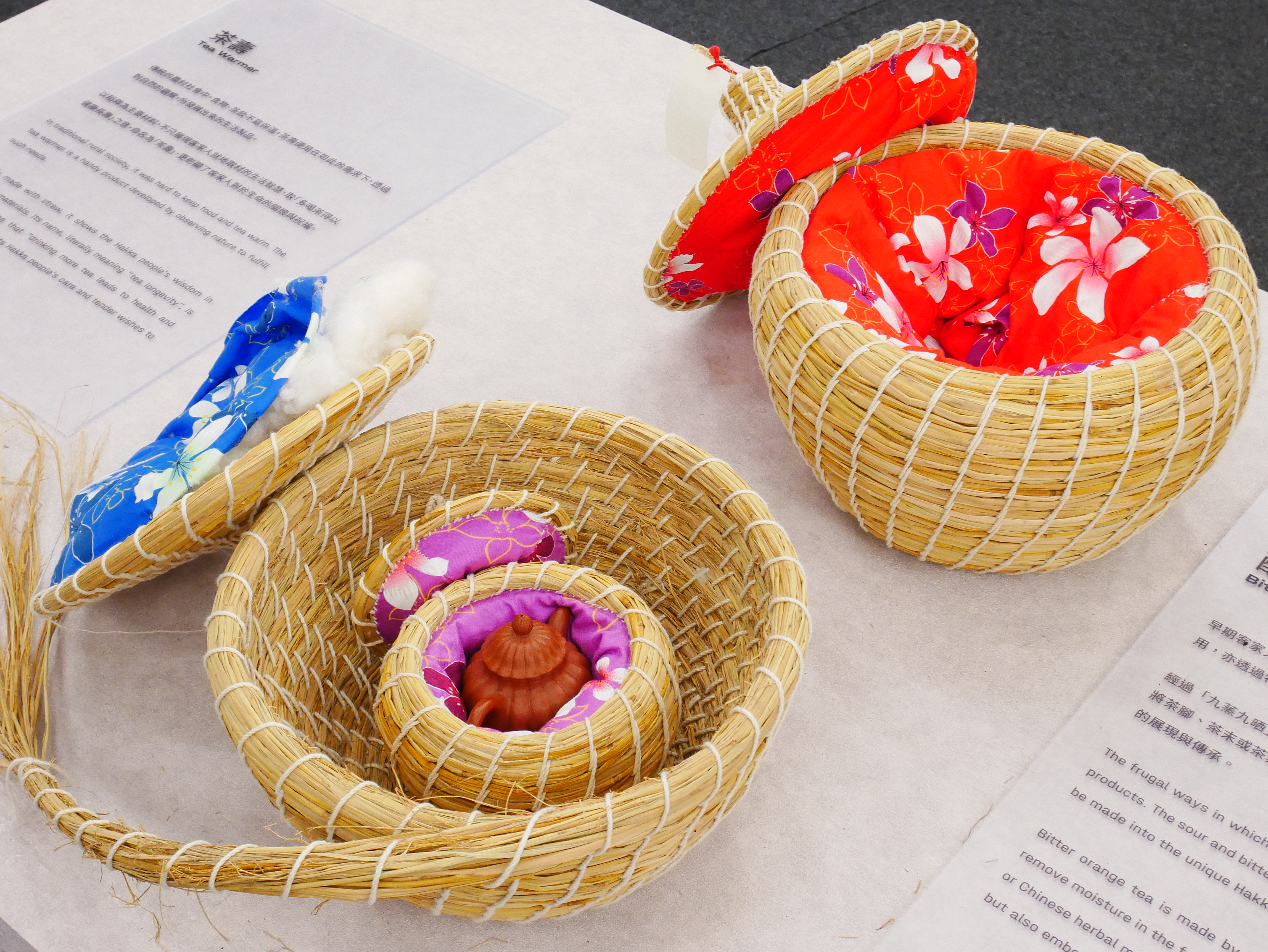

客家民俗藝術伴隨著客家人的生活延續至今，是客家文化的重要組成部分，作為客家民俗文化在現實生活中的形象載體，客家民俗集中反映了客家人的精神生活和民俗觀念，是客家文化形成與發展的實物見證。在古代所言的禮俗，為社會生活的規範，人類自群居開始之後，便會有一種共同遵守的民俗儀式。後來賢哲之士將這種民俗儀式系統化之後，便成為禮。一般來說人在某一社會團體中，應當有一定的行為標準，用以表現人的價值。這種行為標準即是一種社會的規範，由國家制訂條文，強制行使，稱之為法律。反之如果是由人民自行遵守，由習慣變為本能，則稱為禮俗。禮俗起源甚早，從遠古伏羲時代，就定嫁娶之禮，以儷皮為聘。繼以儷皮為聘禮後，還得必告父母。到了夏商又出現了親迎於庭的儀節。周代是禮儀集大成的時代，逐漸形成一套完整儀節的婚姻禮儀，整套儀式合為六禮。漢朝集結編撰於《周禮》《儀禮》與《禮記》中。
客家文化的核心精神是以孔孟之道為核心的儒家思想，是儒家的人文精神。這種人文精神在客家文化意識中的主要內涵及其表現是把孔孟之道尊為聖賢之道，視三綱五常為處世為人的是非道德標準。在客家人的意識中最重忠、孝、節、義，把不忠、不孝、不仁和失節視為大逆不道，同時也極注重仁、信、禮、智，把不仁、不信、非禮、非智視為最大不敬和缺德。客家人經歷了長期的遷徙過程，故能夠更為廣泛地接觸外界的文化。不單將傳統民俗文化中有價值的東西繼承下來，也將周邊各種文化意識中有價值的東西吸收過來。在進入近代以後，客家文化意識形成了既帶有濃厚的理想主義色彩，以富於求實精神的特徵，形成了重名節、薄功利、重孝悌、薄強權、重文教、薄無知、重信義、薄小人等為人處世的道德價值觀念。

### 音樂

#### 傳統音樂
廣東漢樂也稱外江樂、中州古調、國樂、儒家音樂等，在原中州音樂的二黃、西皮、大板等板式的基礎上，吸收潮樂、廟堂音樂、崑曲、椰子曲的優點，形成獨特且具有地方色彩的一種民間音樂。音律保留了中國古代民間的雅樂音階，特點為七律制音階。廣東漢樂可分為儒樂、中軍班、外江弦三大類。儒樂為過去文人雅士所偏好的一種室內音樂，以絲弦樂器為主的演奏，主要有古箏、琵琶、椰胡、洞簫等。中軍班又稱八音，包含戲曲吹唱、大調吹奏、小調吹奏、祭禮音樂、喜慶音樂等，以嗩吶主奏樂器，奏曲牌音樂，配以大鼓、蘇鑼、大小鈸、碗鑼、銅金、小鑼、馬鑼等打擊樂器。

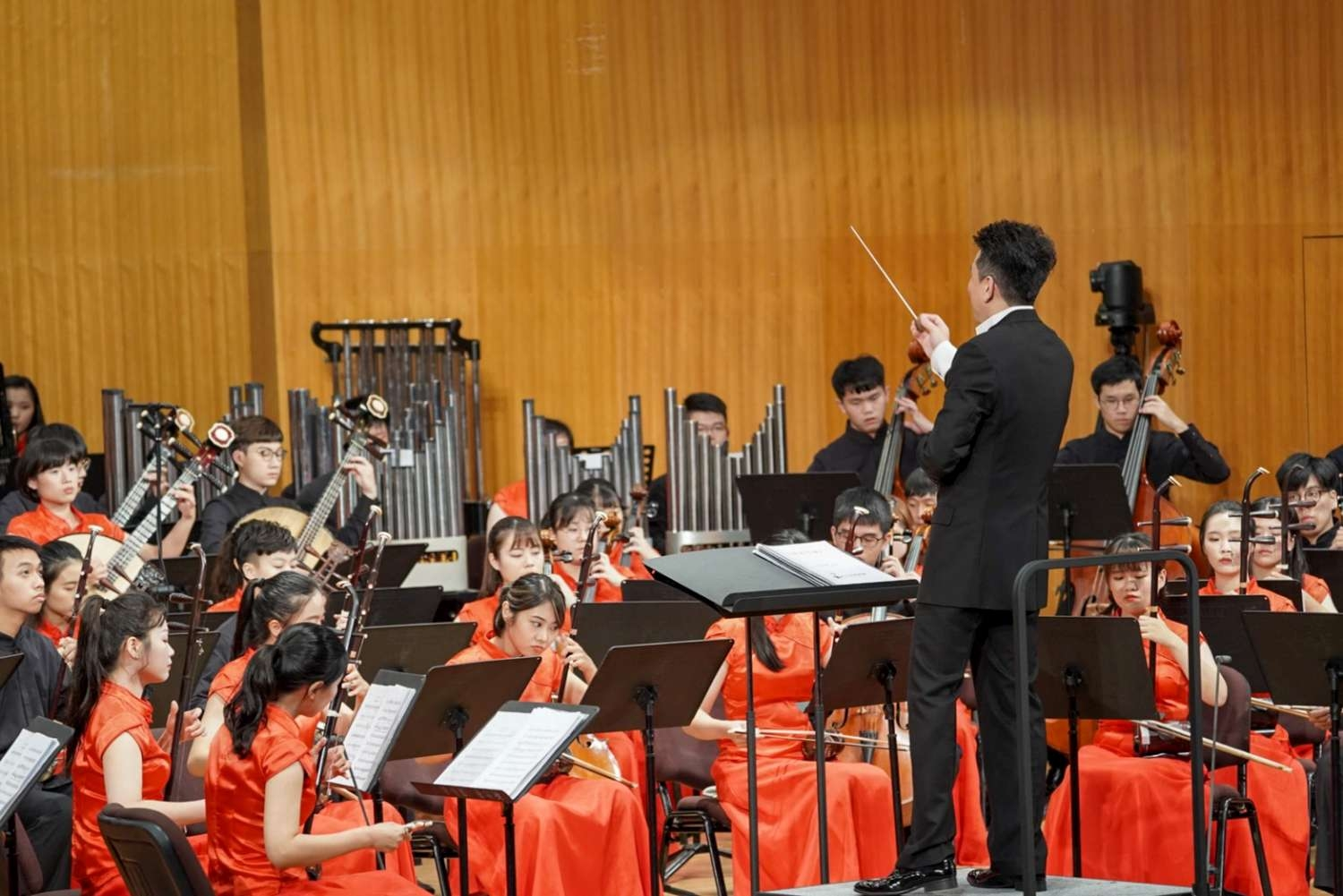

廣東漢樂作為非物質文化遺產，以其深厚的文化內涵和古樸典雅的樂曲風格享譽。是古代漢民由中原南遷中逐漸形成的樂種，具有鮮明的客家文化特色，距今已經有一千多年的歷史。從魏晉到宋朝的漫長時期隨著客家人多次南遷而流傳到南方，在河南已失傳的《大樂》在粵東客家地區保留下來，經過千百年的發展，形成客家音樂的獨特風格。廣東漢樂分佈在廣東梅州、韶關、惠州等地區，又以梅州大埔縣為代表。許多漢樂大師都是客家人，他們不但活躍於廣東客家地區大埔縣等，而且把漢樂傳到新加坡、馬來西亞、台灣、上海等地。比如東北九一八事變後，何育齋先生到上海創辦了逸響社，要弘揚民族音樂精神，兩、三年裡造就了一批漢樂人才。
客家人不管在哪個省區，都有一個共同之處，就是都珍視傳統文化，珍視古樸優雅的漢樂聲。廣東漢樂有著深厚的歷史文化，既傳承了古代中原地區的宮廷音樂和民間音樂的精華，又吸收兼容了周邊地區傳統的民間音樂，形成了獨特、完整的音樂體系。廣東漢樂曲目豐富，從已整理出版的《廣東漢樂曲目集》來看，共有曲目612首，其中絲弦樂430首，清樂56首，漢樂大鑼鼓23首，中軍班音樂62首，廟堂音樂31首。代表曲目有絲弦曲《單點尾》、《玉山坡》、《思夫》，嗩吶曲《粉疊》、《普天樂》、《玉芙蓉》，廟堂音樂有《一封書》、《水底魚》等。

#### 流行音樂
客家流行音樂的相關稱呼有許多種，像是客家創作歌曲、客家新音樂、客家創新音樂、客家流行歌曲，雖然都不盡相同，但其解釋都有共同之處，使用客語演唱、不可是舊的旋律放上新創歌詞的翻唱、曲風有當代流行的元素。

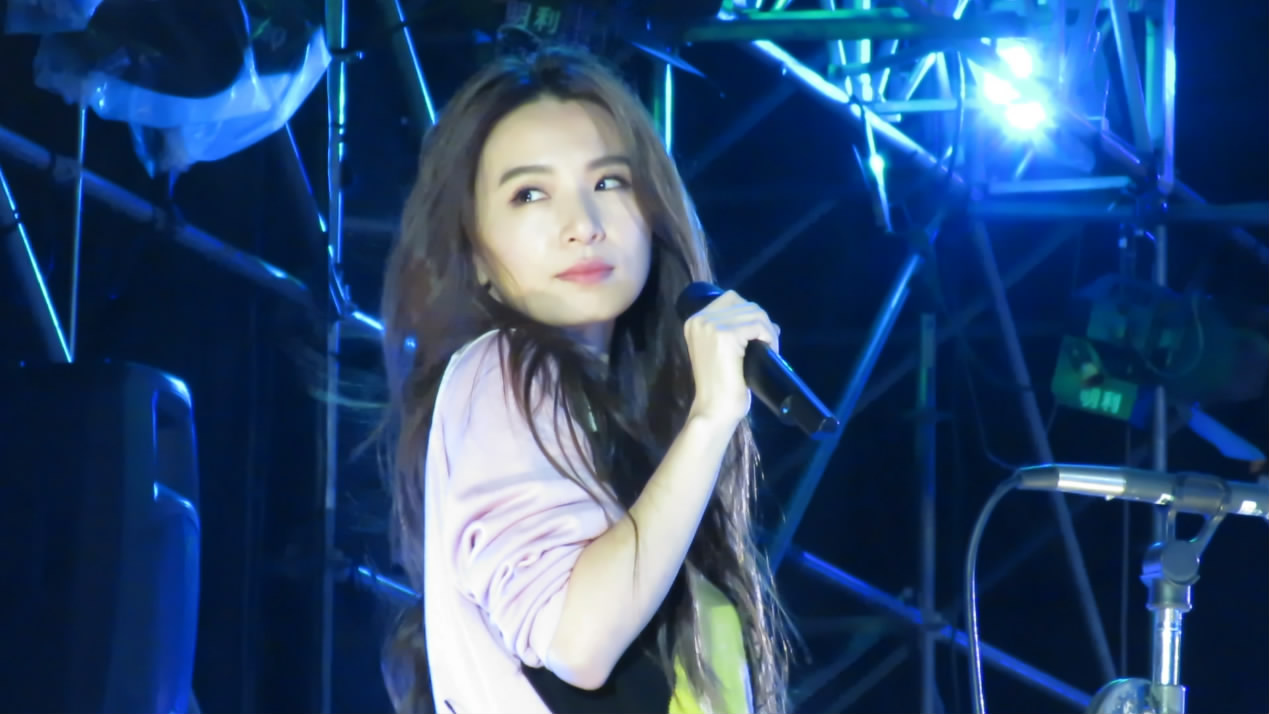
臺灣新竹客家人-歌手Hebe田馥甄

臺灣客家人的現代音樂，因受日本及西洋音樂的影響，加上電視錄影帶大量的進入家家戶戶，早已挑戰了傳統音樂，目前以兒歌童謠及現代客家流行音樂最為風行。客家流行音樂在臺灣發展的時間雖然並不長，但在近年來有許多音樂工作者加入客家流行音樂創作，這其中的影響不外乎有族群意識的日漸遽增，以及在2000年後公家機關與民間機構的成立如雨後春筍，像是客家委員會的成立、客家電視台的開播，對於客家文化的傳播與傳承都有許多的幫助。在音樂方面像是金曲獎中增設的「客語專輯獎」和「最佳客語歌手獎」，或是各縣市舉辦的客家創作歌謠比賽等，則都有助於客家流行音樂的發展和推廣。
如今在當代客家文化發展已逐漸蓬勃，包括戲曲、音樂、傳統文化的保存，都有更大的舞台可以發展，而客家流行音樂也使用現代音樂的風格和形式，讓客家流行音樂與其他流行音樂無異，差別只在語言的使用不同。創作者使用客語來與現代流行音樂風格結合，不論是爵士、搖滾、嘻哈，還是民謠、Bossa Nova，這些現代流行音樂的風格都能從各類作品中看到，但客家流行音樂創作者不只是追求以現代的流行音樂風格來創作，更試圖讓客家傳統文化以新的樣貌重新展現，一些唱片公司亦致力於客語歌曲專輯的發行與推廣。

### 戲劇
漢劇是地方戲曲劇種之一，舊名「楚調」、漢調。原以秦腔經襄陽南下演變出來的西皮為主要腔調，後又吸收了安徽傳來的二黃。同徽劇相互影響，在發展的過程中形成了荊河、襄河、府河、漢河四支流派。對湘劇、川劇、贛劇等劇種都有影響。漢劇在客家地區流傳，使用客家方言演唱，已有數百年歷史，被譽為南國牡丹，與湖北漢劇、閩西漢劇等同宗同源，在廣東地區的被命名為廣東漢劇，是廣東三大劇種之一。漢劇臉譜有百多種，以黑、紅、白三色為主，黑色象徵剛勇，紅色象徵忠賢，白色和青色象徵陰險、奸詐。其角色行當分公角、老生、小生、老旦、正旦、花旦、紅淨、丑角等九大行。傳統廣東漢劇劇目約有八百多個。較為著名的有《百里奚認妻》《齊王求將》。

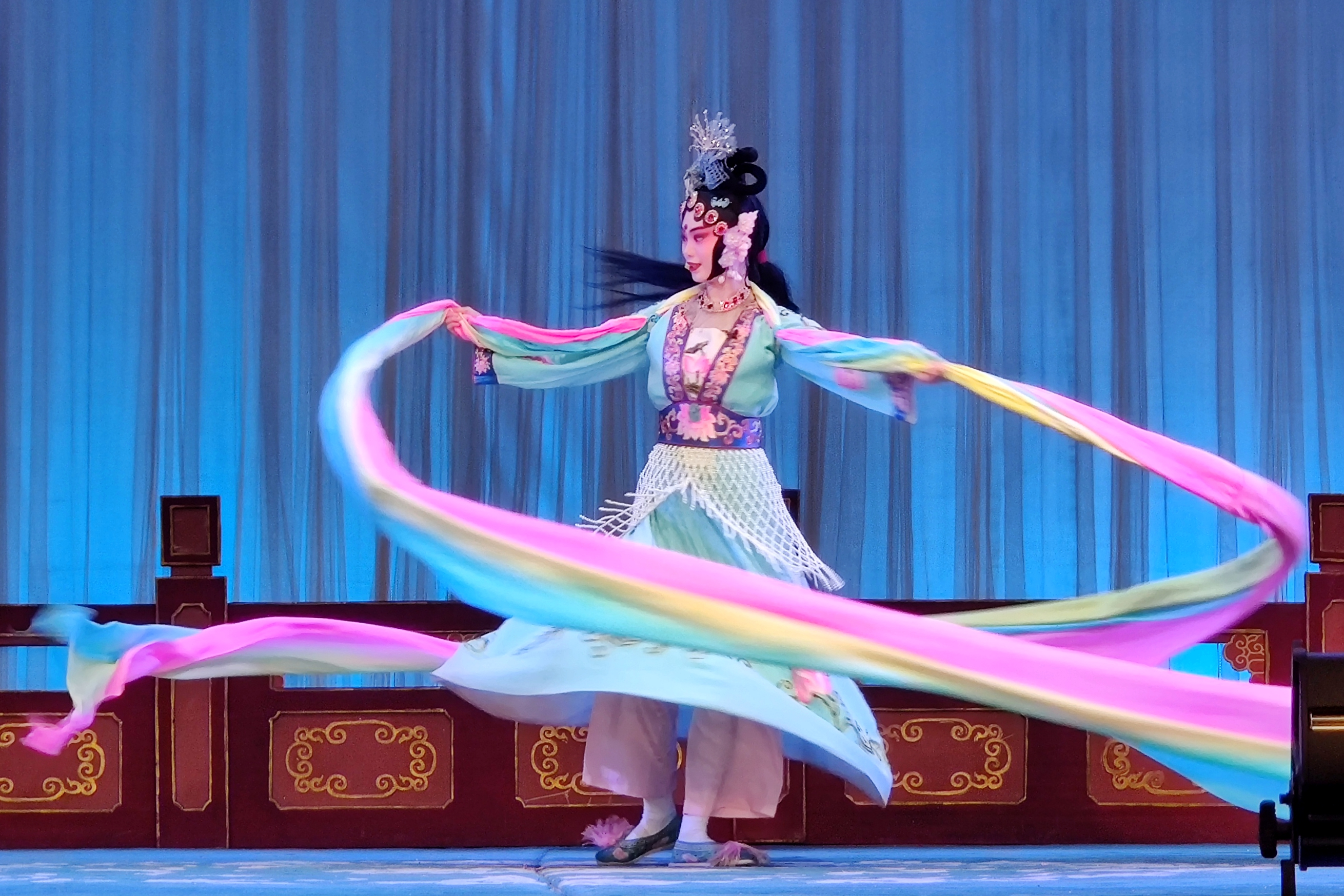

廣東漢劇起源於梅州大埔，據大埔縣誌和有關資料記載明末清初已有漢劇活動，以後活動頻繁，組建社團戲社，源流至今，活躍在粵東、閩西一帶。楊懋建在道光年間《夢華瑣簿》「廣州樂部分為二，曰外江班，曰本地班，大抵外江班近徽班。」而光緒年間梅州人李寧圃《程江竹枝詞》「江上蕭蕭暮雨時，家家篷底理哀絲，怪他楚調兼潮調，半唱消魂絕妙詞。」錢熱儲在民國二十二年出版的《漢劇提綱》「唯在贛之南、嶺之東，及閩之西部者，皆本其原音，不加增易，故特標其名曰外江。」
廣東漢劇以西皮、二黃作為主要聲腔，以中州音韻為唱語的劇種，原稱「外江戲」的廣東漢劇直到1933年在廣東大埔人錢熱儲著《漢劇提綱》一書，將外江戲稱為廣東漢劇，從此約定俗成，沿稱至今。廣東漢劇唱腔質樸醇厚、悠揚典雅，兼有大板、昆腔、佛曲和民間小調等，唱腔結構屬板腔體，主要特色樂器為頭弦、大鑼、吊喇子。廣東漢劇因其藝術風格與湖北漢劇已有所不同，為顯示區別，1956年正式定名為「廣東漢劇」，1959年成立廣東漢劇院，院址設在廣東省東北部的梅州市，這一別具特色的地方戲曲劇種是客家文化的組成部分，在客家文化及南方戲曲藝術的研究中具有其重要的參考價值。 

### 飲食
著名的客家菜有梅菜扣肉、酿豆腐。传统的客家招牌菜是盐焗鸡、客家酿豆腐、猪肚鸡、酿苦瓜、梅菜扣肉、三杯鸭、白斩河田鸡、兜汤、汀州泡猪腰、仙人冻、麒麟脱胎、腐卷、客家盆菜、四星望月、芋子包、芋子饺等与潮州菜比较，客家菜的口感偏重“肥、咸、熟”，在粤菜或闽菜系中独树一帜。

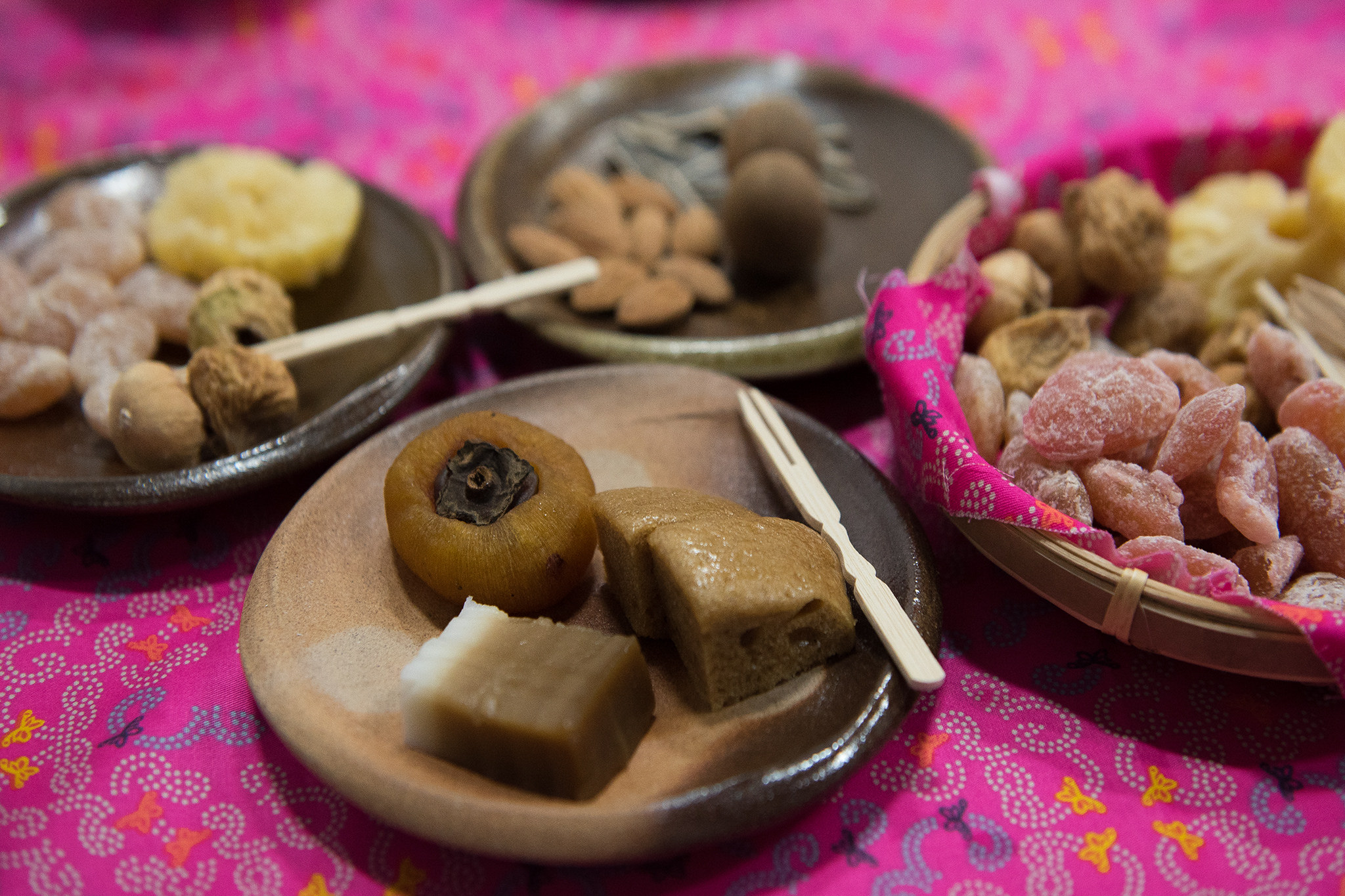
客家粄菓

《舌尖上的中國》第二季美食顧問、河南開封飲食文化博物館館長孫潤田指出客家飲食保留了中州古味，是古代飲食文化的活化石。而廣東東江多山川地貌、氣候物產與中原最相近，東江一帶的客家人飲食習俗得以最大程度保留中原風貌。客家菜用料以家畜、家禽的肉類為主，所重皆為陸生肉類。菜餚風格講求主料突出、造型古樸，以鹽定味，以湯提鮮，力求酥爛香濃。和以海鮮為主的廣州菜、潮州菜不同，客家菜和豫菜一樣，烹調方式以北方常見的煮、燉、熬、釀、燜等技法見長，頗有中原遺風。另外孫潤田表示除了日常飲食習慣上，客家人的民俗習俗也與中原地區一脈相承。
粄是客家人用糯米製作的各式糕點通稱，例如早期農業社會生兒育女會製作新丁粄敬拜神明，祈求小孩平安；清明時節會製作艾粄來祭祀祖先；發粄則有發財的象徵，至於糍粑，也是粄的一種。粄食在客家飲食中扮演著不可或缺的角色，因粄食製成的料理具有飽足感且持久，隨著時間的發展，粄食不再只是飯桌上拿來果腹的正餐，更發展了出許多不同的料理，從主食、點心到儀式供品，都能看到粄食的身影。客家人在不同季節時令來製作各類粄食製品，如蘿蔔粄、紅豆粄及艾草粄等。除了婚喪喜慶、迎神賽會及年節祭祖外，有時也會製作具吉祥祝福之涵義的粄來宴請親友。

### 分佈城市
當今屬於客家大本營的城市是指廣東省梅州市、惠州市、河源市、深圳市、韶關市，江西省贛州市和福建省的龍巖市，以上合共七個城市。

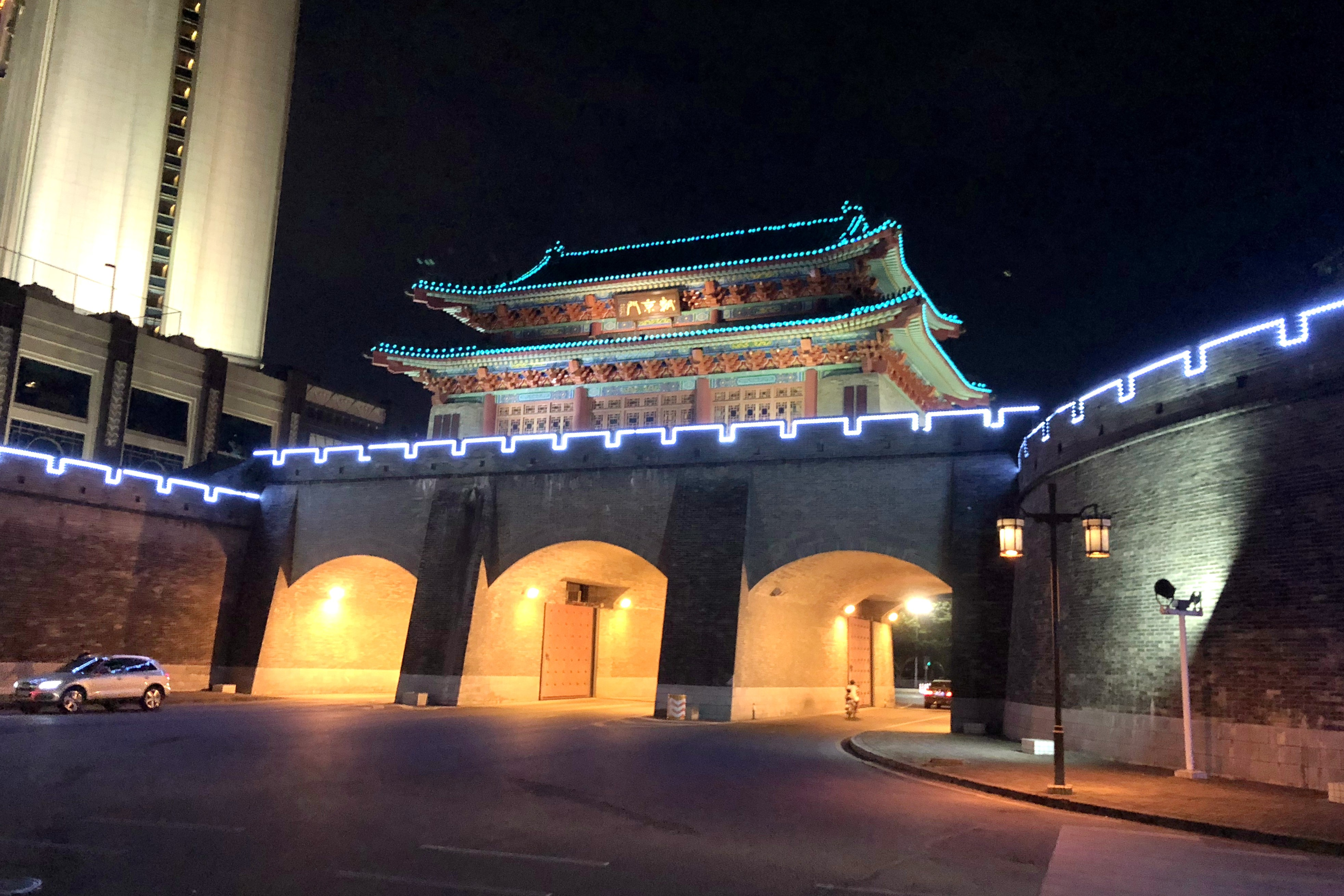
惠州朝京門

在廣東、江西、福建、廣西、四川、湖南、浙江、海南等省区的城市都有一些分布，而最為集中的地區是江西省南部、福建省西部、廣東省東北部等與江西省交界地區，被稱為客家大本營。與客家大本營接壤，曾被提議歸入客家大本營的城市主要是指廣東省清遠市、福建省三明市。其它與客家大本營接壤，並且客家文化在當地形成較大影響力的城市有廣東省東莞市、廣州市、汕尾市、揭陽市，福建省漳州市，江西省吉安市。其中梅州市是台灣客家的主要原籍原鄉，東莞市是拉丁美洲客家的主要原籍原鄉。遠離客家大本營，而客家文化佔有重要影響力的城市是廣西壯族自治區賀州市、玉林市、防城港市、北海市，海南省儋州市，廣東省茂名市、雲浮市、湛江市，以及台灣的高雄市、屏東縣、桃園市、新竹縣、苗栗縣。而馬來西亞的沙巴州的華人是以客家為主要民系的。
臺灣客家的原籍主要是汀州府的長汀、上杭、武平、連城、永定，漳州府的南靖、平和、詔安、雲霄，潮州府的大埔、豐順、海陽（今潮安）、潮陽、揭陽、普寧、惠來、饒平，嘉應州（梅州）的嘉應（今梅縣）、鎮平（今蕉嶺）、興寧、長樂（今五華）、平遠，惠州府的海豐、陸豐。
而目前臺灣客家人在臺灣分佈的情況核心區包括北部的桃園（主要分佈於南桃園的中壢、楊梅、平鎮、龍潭、觀音、新屋）、新竹、宜蘭的壯圍、冬山、三星；中部的苗栗、臺中的東勢、石岡、新社、南投國姓與雲林崙背；南部的高雄的美濃、六龜、杉林、屏東的高樹、長治、麟洛、內埔、竹田、萬巒、新埤和佳冬；東部花蓮的鳳林、富里、瑞穗、吉安、壽豐、玉里；臺東的關山、池上等。
其中桃園市的客家人口數約為66.7萬人，新竹縣為28.8萬人，新竹市約為9.1萬人，苗栗縣約為36.3萬人，合計140.9萬人，約佔臺灣地區客家人口的40.5%，幾乎佔了四成，是客家核心地區中的核心，通稱為「北客」，分佈在臺中東勢、石岡、新社等區的客家人，通稱為「中客」。至於「南客」則以高屏六堆地區為主，除內埔、萬巒、竹田、麟洛、長治五鄉毗鄰成為客家庄中心地區外，佳冬、新埤兩地另於南方連成一地，北有高樹，隔一河鄰接美濃、杉林，六龜則遠在北部另成一區。

## 團體

### 崇真教會
「客家」對譯「Hakka」是來自於巴色會（Basel Mission）傳教士的書寫與著作，其中更是與香港地區的傳教過程有著密不可分之關聯，因香港崇真會前身是巴色會，對於客家人的互動關係具有十分重要的影響性。巴色會傳教士1847年進入香港，1852年便在港島的客家人社區建立了第一所教會「救恩堂」。而巴色會之所以在香港和華南基督教傳播史上被視為「客家教會」，很重要的理由在於其用客家話傳教，主導客家源流探討的羅香林教授，本身即是巴色教會的長老。巴色差會來自德國與瑞士交界的一座巴色城「Basel」的譯音。其成立於1815年9月25日，開創之後則興建神學院，培養傳教士前往世界各地進行宣教事工。1847年前往南中國廣東客家地區，正是如此巴色會成為世界上首位以客家地區傳教，且針對客家人宣道之差會。

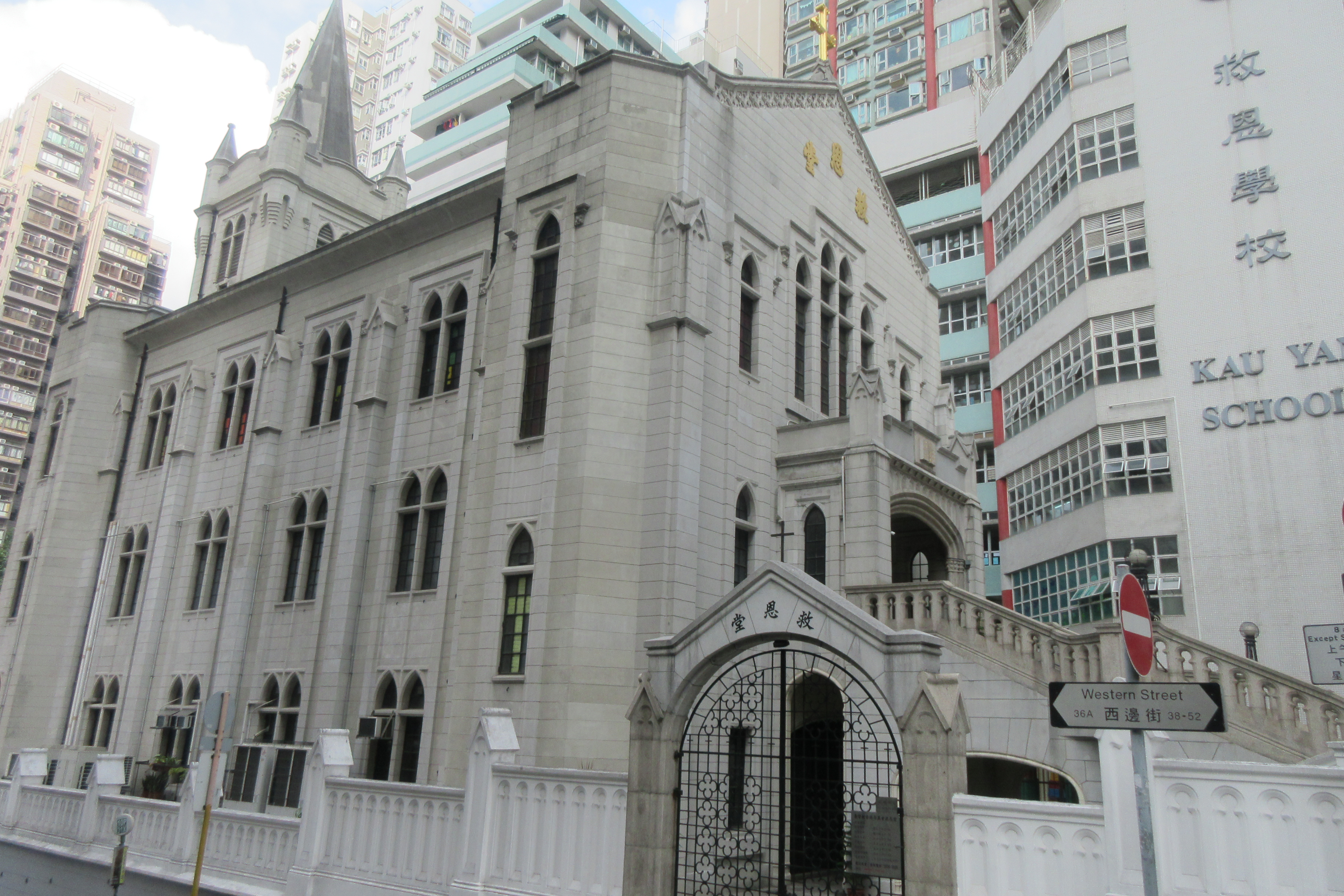

在清末民初有許多西方傳教士前來客家地區傳教，在廣東客家地區的傳教機構有天主教的巴黎外方傳教會，基督教的巴色會、浸信會、長老會、安息會、聚會處、真耶穌會。直到今日即使西方傳教士被迫放棄在中國的宣教基地，但在當地的客家人依舊有許多人繼續保持他們的信仰。在各個宣教機構當中，最早開始進行客家研究的，就是巴色會的傳教士，巴色會的傳教士自1847年開始來華進行宣教工作，很快的就決定以客家人作為主要的宣教對象，對客家地區宣教有重要貢獻與實際出版成果的西方傳教士有韓山明、黎力基、歐德禮、韋腓立、畢安等人。韓山明被認為是第一位專門向客家人傳教的基督教傳教士，雖然他只在中國短短的七年，隨後就病逝香港，但是他卻留下許多重要的資料，如他與日後擔任太平天國軍師的重要人物，洪秀全族弟洪仁玕相識，一方面教導洪仁玕西方的知識與基督教教義，並為他受洗，另一方面也以他對洪仁玕的認識與洪仁玕的口述內容，寫成《太平天國起義記》，成為太平天國早期研究重要資料。
而在語言方面，他也整理了共180頁的客家方言字典的手稿。黎力基牧師除了宣教的工作之外，他翻譯了客語羅馬字拼音版本的《客語俗話馬太傳福音書》，可以說是目前已經發現最早的客語方言聖經；1865年他又再度翻譯出客語羅馬字《路加傳福音書》，1866年又與韋腓立合作翻譯出版《馬太福音》、《路加福音》修訂本。除了客語羅馬字聖經的翻譯工作之外，黎力基牧師也編寫了《客英辭典》。歐德禮雖然只在巴色會工作四年，但是他的客家研究根源是從這四年開始奠基，並建立在韓山明牧師和黎力基牧師研究的基礎上，即使後來他雖離開差會，但是他對客家研究依然十分有興趣，並把各種觀察的現象與客家的特點撰寫成民族誌資料，在《中日釋疑》上一連發表十二篇有關客家人的文章，是最早以客家作為族群研究的專文之一，內容包括客家歷史源流、文學、宗教信仰等。在今天的香港島西環一帶，步入西邊街與高街轉角處，在鱗次櫛比的樓群中間，聳立著一座外觀古樸的哥德式教堂，教堂上懸金色的十字架，正向圓拱窗之上則題著「救恩堂」三字，沿着寬敞的階梯步入教堂內，是鑲嵌著彩色窗子的圓拱形禮拜堂。這裡便是香港基督教崇真會歷史最悠久的一座教堂，亦是其前身巴色會在香港建立的第一所教堂。1923年香港七所巴色會堂會聯合改為香港崇真會，其背景與一戰期間總會力量削弱、地方教會自主性大增有關。其後雖然與中國大陸成立的中華基督教崇真會合併，但自立格局已成，這也就是其後經歷了中日戰爭、日本殖民統治香港、以及中國大陸政局1949年的巨變，該會不但未受到強烈衝擊，反而日益鞏固，並成為吸納一波又一波信徒的基礎所在。雖然時至今日，其客家人的色彩隨時代變遷而逐漸淡化，但「客家教會」的歷史記憶依然存在。

### 崇正總會
崇正總會是客家人的世界性組織，世界上有不少國家和地區，如英國、法國、美國、加拿大、台灣、香港等都有崇正總會的組織。崇正源出儒家思想和倫理道德的推崇，以「崇正」為天下客家的大旗，成為客家精神最精辟最集中也最有號召力的體現。考崇正《晉書·顧和列傳》「禮所以軌物成教，故有國家者莫不崇正明本，以一其統，斯人倫之紀，不二之道也。」

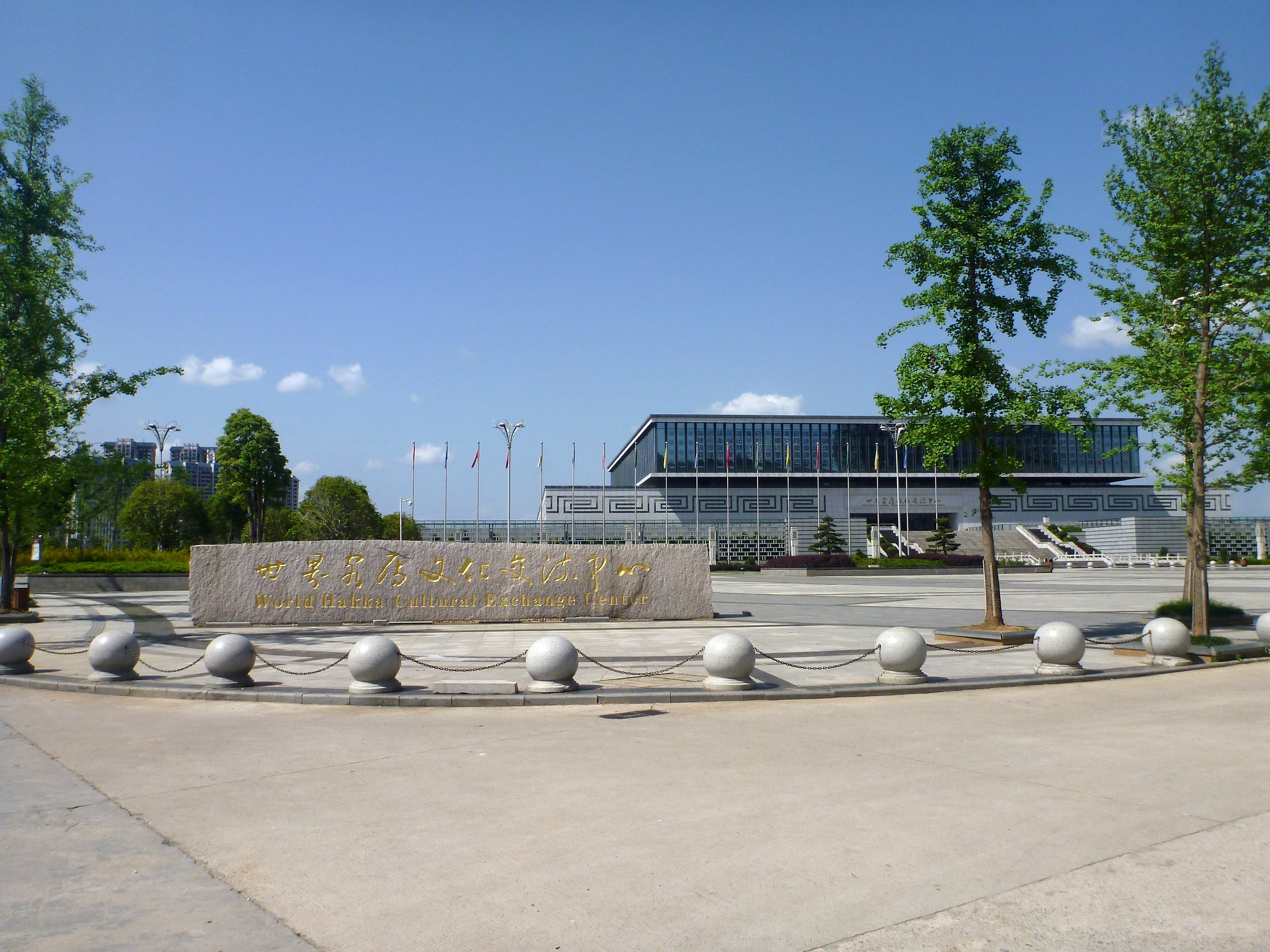
世界客属文化交流中心

香港崇正總會原名旅港崇正工商總會，成立於1921年，在香港中文大學中文系主任賴際熙教授等的倡議下，成立了一個永久性的社團組織，即崇正工商總會。這個組織最初雖未冠以客家的名稱，但一開始就高舉「崇正黜邪」、「崇尚正義」的客家精神的旗幟，以廣泛聯繫海內外客家人為己任，得到海內外客家人的普遍認同。在1971年9月迎來了香港崇正總會誕生五十週年的日子。這時該團體通過編印客家系譜、創建崇正會館、推進教育事業、致力救災募債、廣聯友會等一系列舉措。1971年9月28日，為慶祝崇正大廈落成，在舉行香港崇正總會成立五十週年的金禧慶典大會上，經美國紐約崇正會的建議，應全球客家社團的要求，舉行了首屆世界客屬懇親大會，來自全世界各國家、地區的上千名代表匯聚香港。
在首屆世界客屬懇親大會上，香港崇正總會理事長黃石華博士被公推為大會主席團主席。在大會致詞中黃石華博士說，在今天金禧之期舉行世界客屬懇親代表大會，建立世界客屬崇正組織，共謀同僑福利與事業發展，復興中華文化，發揚客家人之崇正精神。從此，世界客屬懇親大會這一組織形式終於得到全球客家人的廣泛認同，成為海內外客家人團結的象徵。自此之後，世界客屬懇親大會每隔兩年召開一次，一屆接一屆地在全世界各個國家、地區隆重舉行。參與人數也由最初的幾百人迅速擴增到數千人，內容也由原來側重於聯誼懇親而拓展為包含文化、經貿和學術等全方位的交流，世界客屬懇親大會已不單純是海內外客屬鄉親的聚會，而是堪稱為全球華人無論在文化、經濟、學術乃至政治等議題上所普遍被關注之最具代表性且富傳統歷史意義的活動之一。

### 引用資料
1. 1 2  《中国大陆客家人居的空间分布及群体特征》广西民族研究2007年第四期（总第90期）钟声宏、黄德权著
2. ↑  . 中國知網.   [2021-10-06]. （原始内容存档于2022-05-17）.
3. ↑  . 梅州市人民政府辦公室. 2012-05-10  [2021-10-06]. （原始内容存档于2022-06-10）. 客家是具有顯著特性的漢族民系。
4. ↑  . 星島日報. 2018-08-04  [2020-09-11]. （原始内容存档于2021-01-24）. 統計資料顯示，全球約有8,000萬客家人。其中，約5,000萬人分布在中國的廣東、江西、福建、廣西、四川、海南等19個省區的180多個市縣，廣東省本地客家人數達2,500萬，佔廣東本地族群的1/3。此外，約600萬人分布在中國香港、澳門、台灣，約1,500萬人分布在印尼、馬來西亞、泰國、新加坡、越南、美國、秘魯、毛里求斯等80餘個國家和地區。
5. ↑  上杭新聞網-「客家」這一稱呼的由來 （页面存档备份，存于）县文体广新局：邱甫田
6. ↑  . 興寧市人民政府. 2020-07-22  [2020-09-17]. （原始内容存档于2020-12-01）. 宋代冊立戶籍，根據漢人入粵時間先後，分別編入主籍和客籍。廣府民系和福佬民系人粵在先，編為主籍，客家民系入粵在後，編入客籍，客家人由此而得名。
7. ↑  . 中央政府门户网站. 中华人民共和国国家民族事务委员会. 2015-07-24  [2019-05-28]. （原始内容存档于2021-01-26）. 《咸丰县志》将土司后裔的“支庶之家”称为“土家”，而将当地汉族移民称为“客家”
8. ↑  . 鳳凰縣人民政府. 2020-09-02  [2020-10-13]. （原始内容存档于2020-12-01）. 所謂客家，又主要是指漢人而言的。土家意為本地人，客家則意為外來人，只有較多的漢人移居到土家地區以後才出現。
9. ↑  . 開封日報. 2014-09-11  [2020-10-07]. （原始内容存档于2021-01-24）.
10. ↑  蕭文評.  (PDF). 嘉應學院學報( 哲學社會科學). 07-2011  [2021-06-25]. （原始内容存档 (PDF)于2020-10-10）.
11. 1 2  . 中央紀委監察部網站. 2015-10-27  [2020-10-13]. （原始内容存档于2021-01-24）. 客家先民是中原人，客家民系是在客家先民的遷徙運動中形成的。客家人在歷史上曾經歷五次遷徙運動，其中第一期是孕育期，第二、三期是形成期，第四、五期是向海內外播散期。客家人遷徙運動的原因，有王權變更、農民起義或少數民族入主中原等。
12. ↑  陳麗華. . 台灣. 2015: 293-294頁.
13. ↑  李輝; 潘悟雲; 文波; 楊寧寧; 金建中; 金力; 盧大儒.  (PDF). 《遺傳學報》. 2013-09-30, 2003 (09): 873–880  [2019-05-28]. （原始内容 (PDF)存档于2017-04-25）.
14. ↑  鄭連斌; 李詠蘭; 陸舜華; 包金萍; 王楊; 張曉瑞; 薛虹; 榮文國. . SCIENTIA SINICA Vitae. 2013, 43 (3): 220–221  [2019-05-28].
15. ↑  . 2009 Dec 11  [2023-08-29]. （原始内容存档于2023-10-10）.
16. ↑  . 中國人民大學清史研究所. 2009-03-21  [2021-04-14]. （原始内容存档于2021-05-19）.
17. ↑  林牧之.  (PDF). 國立政治大學歷史學系研究所碩士論文. 07-2013  [2021-04-14]. （原始内容存档 (PDF)于2021-04-14）.
18. ↑  . 洛陽市人大常委會.   [2021-01-22]. （原始内容存档于2021-01-24）.
19. ↑  . 洛陽市人民政府. 2019-09-18  [2021-04-14]. （原始内容存档于2021-05-01）.
20. ↑  . 2009-12-04  [2022-03-02]. （原始内容存档于2022-03-02）. 中國發展門戶網
21. ↑  . 2012-06-12  [2022-03-02]. （原始内容存档于2022-06-10）. 洛陽日報
22. ↑  . 2007-09-06  [2022-03-02]. （原始内容存档于2022-05-07）. 洛陽日報
23. ↑  . 2021-04-16  [2022-03-02]. （原始内容存档于2022-04-16）. 河南日報
24. ↑  . 2019-09-19  [2022-03-02]. （原始内容存档于2022-06-10）. 河南省人民政府辦公廳
25. ↑  . 人民網. 2018-11-23  [2020-10-07]. （原始内容存档于2020-11-03）.
26. ↑  . 中國瑞金網. 2020-07-13  [2020-10-07]. （原始内容存档于2021-01-24）.
27. ↑  温, 昌衍. . 中国广州: 华南理工大学出版社. 2016: 226. ISBN 7562322848.
28. ↑  罗, 美珍; 邓, 晓华. . 中国福建: 福建教育出版社. 1995: 216. ISBN 7533419405.
29. 1 2  陈, 晓锦. . 中国北京: 中国社会中国出版社. 2004: 397. ISBN 7500446691.
30. ↑  邢向東，付新軍、孫紅舉編《陝南羅灣客家話的音韻特點及其他客家話的異同》，陝西師範大學文學院，陝西西安，2013年2月
31. ↑  曹志耘《浙江金華珊瑚客家話音系》，方言2004年第三期200-211頁，2004年8月第二版
32. ↑  .   [2009-02-12]. （原始内容存档于2013-10-05）.
33. ↑  羅, 惠儀. . 被引用的相關網址 (香港經濟日報). 2012-08-20  [2020-04-04]. （原始内容存档于2020-04-19）. 根據 2010 年的統計數字，香港的客家人約有 200 萬，大埔、西貢及荃灣等地，仍有「客家村」
34. ↑  周, 樹佳. . 香港商報. 2016-04-14  [2020-04-04]. （原始内容存档于2020-04-19）.
35. ↑  . 大紀元. 2006-05-28  [2020-08-31]. （原始内容存档于2021-03-09）.
36. ↑  丘昌泰. . 桂林: 廣西師範大學出版社. 2011: 頁26. ISBN 9787549508709 （中文）.
37. ↑   (PDF): 頁33, 2022  [2023-06-16], （原始内容存档 (PDF)于2023-06-16） （中文）
38. ↑  廖, 經庭. . 《全國新書資訊月刊》. 2012, 159 (3): 55–59  [2019-05-28]. （原始内容存档于2022-05-07）.
39. ↑  . 中國評論通訊社. 2006-11-09  [2019-05-28]. （原始内容存档于2022-05-07）.
40. ↑  張維安、何金樑、河合洋尚主編. . 苗栗縣銅鑼鄉: 客家委員會客家文化發展中心. 2018: 頁221. ISBN 9789860574609 （中文）.
41. ↑  马来西亚华语的历时考察 （页面存档备份，存于）Proceedings of the 29th North American Conference on Chinese Linguistics (NACCL-29).，2017年
42. ↑  谢诗坚：客家人与客家话 （页面存档备份，存于）東方Online，2016年9月28日
43. ↑  馬來西亞客聯會全國屬會 （页面存档备份，存于）馬來西亞客家公會聯合會，2020年
44. 1 2  馬來西亞客家社團調查：80年代受星國電視廣播影響，客語社群大多「華語化」 （页面存档备份，存于）關鍵評論網媒體集團，2020年3月10日
45. ↑  沙捞越客家人的移民、聚落形态与社团组织论析 （页面存档备份，存于）八桂僑刊，2014年6月
46. ↑  李小華. . 廣州: 華南理工大學出版社. 2014: 頁52–53. ISBN 9787562341741 （中文）.
47. ↑  李小華. . 廣州: 華南理工大學出版社. 2014: 頁55. ISBN 9787562341741 （中文）.
48. ↑  . 文化協會.   [2019-04-11]. （原始内容存档于2022-05-07）.
49. ↑  李小華. . 廣州: 華南理工大學出版社. 2014: 頁37. ISBN 9787562341741 （中文）.
50. ↑  曹, 逢甫.  (PDF). 國家教育研究院. 12-2011  [2020-10-13]. （原始内容 (PDF)存档于2020-10-22）. 自國民政府於 1949年遷台以後直到 1988年解嚴為止一直強力推行獨尊國語的政策並且取得一定的成績，但也由於強力推行的結果使得在地的本土語言:台灣閩南語、台灣客家語和台灣原住民族語受到 深淺不一的傷害而導致大量的語言使用人口的流失現象，其中又以原住民族語最為嚴重，尤其是在都市地區。
51. ↑  .   [2010-09-05]. （原始内容存档于2010-09-01）.
52. ↑  .  洛陽市人大常委會. 2012  [2021-01-22]. （原始内容存档于2021-01-24）.  客家人對於自己的語言有著獨特的情感：「寧賣祖宗田，不忘祖宗言；寧賣祖宗坑，不忘祖宗聲。」是客家人穿越千年在精神上與故鄉、先祖聯繫的文化密碼。
53. ↑  . 《聯合報》. 1971-07-09 （中文（臺灣））.
54. ↑  . 新浪新聞. 2018-09  [2020-10-13]. （原始内容存档于2020-12-01）. 客家運動的首要成果，是客家權益法制化，客家事務進入官僚體系。例如2000年通過的《大眾運輸工具播音語言平等保障法》，規定大眾運輸工具加播閩南語、客語，算是客家語言在公共領域跨出的第一步。
55. ↑  張雙慶、莊初升. . 香港: 商務印書馆. 2003: 14  [2015-02-26]. ISBN 9620716825. （原始内容存档于2015-02-26） （中文）.
56. ↑  張振興. . 北京: 商務印書馆. 2012: 116–124  [2014-12-31]. ISBN 7100070546. （原始内容存档于2015-01-01） （中文）.
57. ↑  . 中國評論通訊社. 2010-09-23  [2020-04-04]. （原始内容存档于2020-04-19）. 目前香港的客家人約有200萬人
58. ↑  莊初升、黃婷婷. . 廣州: 廣東人民出版社. 2014  [2015-02-26]. ISBN 9787218087085. （原始内容存档于2015-02-26） （中文）.
59. ↑  . 香港特別行政區政府政府統計處（二零一一年人口普查辦事處）. 2011  [2015-02-26]. （原始内容存档于2015-02-26） （中文）.
60. 1 2 3  . 香港特別行政區政府政府統計處（二零一一年人口普查辦事處）. 2011  [2015-02-26]. （原始内容存档于2015-09-23） （中文）.
61. ↑  . 香港特別行政區政府政府統計處（二零一一年人口普查辦事處）. 2011  [2015-02-26]. （原始内容存档于2015-02-26） （中文）.
62. ↑  顧朋.  (PDF). 國立臺灣大學社會科學院國家發展研究所博士論文. 02-2015: 15頁  [2020-10-20]. （原始内容存档 (PDF)于2020-10-21）.
63. ↑  . 辛亥革命網. 2011-08-16  [2020-10-20]. （原始内容存档于2021-01-24）. 宋元以來客民的反抗史，就能更深層地瞭解他們頑強抗暴的家國精神。他們曾經譜寫出中國歷史上多次石破天驚的大事件。宋末抗元，明末抗清，太平天國起義，台灣甲午抗日，割讓新界的抗英，乃至辛亥革命。
64. ↑  . 中共中央紀律檢查委員會. 2019-10-14  [2021-03-31]. （原始内容存档于2019-10-14）.
65. ↑  . 淮安市漣水縣人民檢察院. 2017-12-06  [2021-03-31]. （原始内容存档于2021-05-19）.
66. ↑  . 中國政府網. 2005-06-24  [2021-03-31]. （原始内容存档于2021-05-01）.
67. ↑  . 中共浙江省紀律檢查委員會. 2011-01-27  [2021-03-31]. （原始内容存档于2021-05-01）.
68. ↑  . 中國經濟網. 2009-11-19  [2021-04-08]. （原始内容存档于2021-05-01）.
69. ↑  . 中國知網.   [2021-10-07]. （原始内容存档于2022-03-21）.
70. ↑  . 中國知網. 2016  [2021-04-02]. （原始内容存档于2021-05-19）.
71. ↑  . 南方網. 2014-06-16  [2021-04-08]. （原始内容存档于2021-05-01）.
72. ↑  . 缅华网. 2018-07-26  [2023-04-08]. （原始内容存档于2022-10-28）.
73. ↑  . 中華民國客家委員會. 2022-01-07  [2024-02-02]. （原始内容存档于2022-01-07）.
74. ↑  謝, 登旺.  (PDF). 通識研究集刊第八期.   [2022-02-10]. （原始内容存档 (PDF)于2022-03-20）.
75. ↑  陳, 鈺婷.  (PDF).   [2022-02-10]. （原始内容存档 (PDF)于2022-03-09）.
76. ↑  許, 峻誠.  (PDF). 文化產業、戲劇與傳播多元建構的客家子計畫五成果報告.   [2022-02-10]. （原始内容存档 (PDF)于2022-03-20）.
77. ↑  . 人民網. 2016-11-22  [2020-10-07]. （原始内容存档于2020-11-03）.
78. ↑  . 京華時報. 2007-08-13  [2019-03-31]. （原始内容存档于2019-03-31）.
79. ↑  . 中國知網.   [2021-10-05]. （原始内容存档于2022-05-17）.
80. ↑  吳鳳家. . 國立臺灣大學歷史學研究所碩士論文. 06-2004  [2021-04-14]. （原始内容存档于2021-04-14）.
81. ↑  . 客家文化網.   [2019-03-24]. （原始内容存档于2019-03-24）.
82. ↑  . 人民日報海外版.   [2019-03-24]. （原始内容存档于2019-03-24）.
83. ↑  鄭, 珊雲. . 中國文化研究院.   [2019-03-24]. （原始内容存档于2019-03-27）.
84. ↑  《客家源流新論：誰是客家人》/陳支平第一版台北市：臺原民87頁146 承啟樓
85. ↑  . 文匯報.   [2019-03-24]. （原始内容存档于2019-03-27）.
86. ↑  陳, 天權. . 灼見名家. 2016-06-21  [2019-03-24]. （原始内容存档于2019-03-27）.
87. ↑  . 中國社會科學網. 2017-07-28  [2020-10-09]. （原始内容存档于2021-01-24）.
88. ↑  . 國史館. 2018-11-01  [2020-10-13]. （原始内容存档于2021-03-09）.
89. ↑  . 中國網. 2008-07-08  [2020-10-13]. （原始内容存档于2018-06-20）. 大多倚山而築，錯落有致。形式有一字形、曲尺形、凹字形和回字形，其中凹字形、回字形走馬樓系由方形樓演變而成。這種樓以二層樓為多數，一層為臥室、倉庫。其有一個共同特點：在二樓的外部以木料架設一條外伸懸空的走廊。
90. ↑  . 中國評論新聞網. 2007-03-27  [2020-10-13]. （原始内容存档于2020-12-01）.
91. ↑  . 南方日報. 2009-11-06  [2020-10-13]. （原始内容存档于2021-01-24）.
92. ↑  . 新浪全球新聞. 2013-07-16  [2020-10-13]. （原始内容存档于2020-11-03）.
93. ↑  謝, 乾桶.  (PDF). 國立中央大學客家研究碩士在職專班 碩士論文. 06-2012  [2020-10-13]. （原始内容存档 (PDF)于2020-10-13）.
94. ↑  . 深圳新聞網. 2020-01-10  [2020-10-13]. （原始内容存档于2021-01-24）.
95. ↑  . 古建中國. 2017-11-28  [2020-10-13]. （原始内容存档于2020-12-01）.
96. ↑  . 中共中央紀律檢查委員會. 2016-06-08  [2021-10-06]. （原始内容存档于2022-06-10）.
97. ↑  . 贛州市人民政府. 2016-10-31  [2021-10-05]. （原始内容存档于2022-01-04）.
98. ↑  . 中國江西網. 2020-06-12  [2021-10-05]. （原始内容存档于2022-05-07）.
99. ↑  . 贛州市人民政府. 2016-10-31  [2021-10-05]. （原始内容存档于2022-01-04）.
100. ↑  . 中國社會科學報. 2011-11-23  [2020-10-09]. （原始内容存档于2020-11-03）.
101. ↑  . 寶豐人民政府. 2020-05-28  [2021-03-31]. （原始内容存档于2021-05-19）.
102. ↑  . 中央紀委監察部. 2015-10-13  [2021-03-31]. （原始内容存档于2022-05-07）.
103. ↑  . 中央紀委監察部. 2020-10-20  [2021-04-02]. （原始内容存档于2021-05-19）.
104. ↑   (PDF).   [2022-02-28]. （原始内容 (PDF)存档于2022-03-09）.
105. ↑   (PDF).   [2022-02-28]. （原始内容 (PDF)存档于2022-03-09）.
106. ↑  . 梅州市人民政府. 2021-03-12  [2023-04-08]. （原始内容存档于2022-10-28）.
107. ↑  . 廣東省政協文化和文史資料委員會. 2021-03-31  [2022-02-10]. （原始内容存档于2022-06-10）.
108. ↑  . 法制網. 2018-07-06  [2020-10-19]. （原始内容存档于2021-01-24）.
109. ↑  . 中共中央紀律檢查委員會. 2008-03-25  [2021-04-09]. （原始内容存档于2022-05-07）.
110. ↑  . 廣東省情網. 2020-06-09  [2021-04-09]. （原始内容存档于2021-05-01）.
111. ↑   (PDF).   [2022-02-28]. （原始内容 (PDF)存档于2022-03-09）.
112. ↑   (PDF).   [2022-02-28]. （原始内容 (PDF)存档于2022-05-07）.
113. ↑   (PDF).   [2022-02-28]. （原始内容 (PDF)存档于2022-06-10）.
114. ↑   (PDF). 清流月刊.   [2022-03-01]. （原始内容 (PDF)存档于2022-03-09）.
115. ↑  .   [2022-03-01]. （原始内容存档于2022-04-16）. 中國知網
116. ↑   (PDF).   [2022-03-01]. （原始内容 (PDF)存档于2022-06-10）.
117. ↑   (PDF).   [2022-03-01]. （原始内容 (PDF)存档于2022-03-09）.
118. ↑  . 廣東省人民政府.   [2023-04-08]. （原始内容存档于2022-11-22）.
119. ↑  . 中央人民廣播電台. 2013-01-21  [2023-04-08]. （原始内容存档于2022-11-22）.
120. ↑  . 中國非物質文化遺產網.   [2023-04-08]. （原始内容存档于2022-11-22）.
121. ↑  洪, 佩華.  (PDF). 國立新竹教育大學音樂學系碩士班學位論文. 05-2016  [2020-10-13]. （原始内容存档 (PDF)于2020-10-13）.
122. ↑  . 中國戲曲網.   [2020-10-19]. （原始内容存档于2020-11-03）.
123. ↑  . 南方網. 2019-12-26  [2020-10-19]. （原始内容存档于2021-01-24）.
124. ↑  . 廣東省博物館. 2016-06-06  [2020-10-19]. （原始内容存档于2020-10-19）.
125. ↑  . 大埔縣人民政府. 2013-04-18  [2021-04-14]. （原始内容存档于2021-05-01）.
126. ↑  . 廣東漢劇傳承研究院.   [2021-04-14]. （原始内容存档于2021-04-12）.
127. ↑  . 戲劇網. 2008-03-06  [2021-04-14]. （原始内容存档于2021-05-19）.
128. ↑  . 廣東漢劇傳承研究院.   [2021-04-14]. （原始内容存档于2021-04-12）.
129. ↑  . 中國非物質文化遺產網.   [2021-04-14]. （原始内容存档于2021-05-19）.
130. ↑  . 香港商報. 2017-06-20  [2019-04-11]. （原始内容存档于2019-04-11）.
131. ↑  . 龍岩市永定區人民政府. 2018-06-12  [2020-10-13]. （原始内容存档于2021-01-24）.
132. ↑  . 開封新聞網絡. 2014-07-18  [2020-10-12]. （原始内容存档于2020-10-12）.
133. ↑   (PDF).   [2022-02-10]. （原始内容 (PDF)存档于2022-03-09）.
134. ↑   (PDF). 普台高中.   [2022-02-10]. （原始内容 (PDF)存档于2022-03-09）.
135. ↑   (PDF).   [2022-02-10]. （原始内容 (PDF)存档于2022-03-09）.
136. ↑  . 新浪新聞網. 2007-09-04  [2020-10-07]. （原始内容存档于2020-12-01）. 廣東惠州將聯合深圳、韶關、梅州、河源、江西贛州、福建龍岩等主要客家人聚居城市，共同打造粵閩贛「千里客家文化長廊」。
137. ↑  . 福建武平網. 2016-05-23  [2020-08-31]. （原始内容存档于2020-12-01）. 當今屬於客家大本營的城市是指福建省龍岩市、廣東省梅州市、惠州市、河源市、深圳市、韶關市和江西省贛州市，以上合共七個城市
138. ↑  . 廣東省情網. 2018-11-12  [2021-04-08]. （原始内容存档于2021-05-01）.
139. ↑  . 鳳凰新聞網. 2016-06-18  [2020-10-07]. （原始内容存档于2020-11-03）. 客家旅遊聯盟第一次聯席會議在廣東梅州召開。來自江西贛州、吉安，福建龍岩、三明，廣西賀州，廣東韶關、清遠、惠州、河源、梅州四省十市的旅遊部門代表、媒體記者等80多人參加會議。
140. ↑  . 中國台灣網. 2008-03-25  [2021-04-08]. （原始内容存档于2021-05-01）.
141. ↑  . 中共會昌縣委辦公室. 2015-10-16. 為進一步推進贛粵閩桂客家地區的區域旅遊合作，近日，我市與廣東梅州、河源、惠州、韶關、清遠，福建龍岩、三明，廣西賀州以及本省吉安共同組建客家旅遊聯盟[]
142. ↑  丘昌泰（國立臺北大學公共行政暨政策學系）.  (PDF). 臺北市終身學習網通訊(第57期) (國立臺北大學). 2012年  [2021-01-27]. （原始内容存档 (PDF)于2021-03-09）.
143. ↑   (PDF). 客家研究第十卷第二期. 2017-12  [2022-04-13]. （原始内容 (PDF)存档于2022-04-16）.
144. ↑   (PDF). 客家委員會獎助客家學術研究計畫. 2013-11  [2022-04-13]. （原始内容 (PDF)存档于2022-05-07）.
145. ↑  陳麗華.  (PDF). 全球客家研究第3期. 2014-11  [2022-04-13]. （原始内容 (PDF)存档于2022-05-07）.
146. ↑  . 中國知網.   [2021-10-06]. （原始内容存档于2022-06-10）.
147. ↑  . 中國知網.   [2021-10-06]. （原始内容存档于2022-05-07）.
148. ↑  . 赤溪鎮人民政府. 2007-12-29  [2021-10-06]. （原始内容存档于2022-06-10）.
149. ↑  . 世界客屬總會. 2015-10-16  [2016-05-07]. （原始内容存档于2016-05-19） （中文（臺灣））.

### 研究書目
- 張正田，〈從1926年臺灣漢人籍貫調查資料看「臺灣客家傳統地域」〉，《客家研究》(桃園中壢：國立中央大學客家學院)，3: 2，2009.12，頁165-210。
- 客家人基因：.   [2020-08-28]. （原始内容存档于2021-03-09）.
- 成峰（暨南大學）. . 暨南大學碩士學位論文. 2007年  [2021-04-21]. （原始内容存档于2021-04-21）.
- 施添福（中央研究院臺灣史研究所兼任研究員）.  (PDF). 全球客家研究，2013年11月第 1 期. 2006年  [2020-08-28]. （原始内容存档 (PDF)于2021-01-24）.
- 施添褔（中央研究院臺灣史研究所兼任研究員）.  (PDF). 全球客家研究，2014年5月第 2 期. 2014年  [2021-06-25]. （原始内容存档 (PDF)于2020-10-22）.
- 張維安（國立交通大學）.  (PDF). 國立交通大學. 2014年  [2022-04-13]. （原始内容存档 (PDF)于2022-09-21）.
- 許維德（國立陽明交通大學）.  (PDF). 國立陽明交通大學. 2021年  [2021-10-06]. （原始内容存档 (PDF)于2022-12-18）.
- 簡宏逸 （國立臺灣師範大學）.  (PDF). 國立臺灣師範大學. 2016年  [2022-03-01]. （原始内容存档 (PDF)于2022-09-21）.
- 李默（广东省社科院研究员）.  (PDF). 广东省杜科院. 2006年  [2020-08-28]. （原始内容存档 (PDF)于2022-01-15）.
- 劉春喜（廣東省博物館）.  (PDF). 廣西民族研究（第1期）. 1998年  [2021-01-27]. （原始内容存档 (PDF)于2022-01-15）.
- 宋鴻立（鄭州輕工業大學國際教育學院副教授）.  (PDF). 中州學刊(第11期). 2020年  [2021-01-27]. （原始内容存档 (PDF)于2021-02-01）.
- 譚元亨（武漢大學）.  (PDF). 華南理工大學出版社.   [2023-11-23]. （原始内容存档 (PDF)于2024-01-21）.
- 陳麗華（香港中文大學）.  (PDF). 香港中文大學.   [2021-10-13]. （原始内容存档 (PDF)于2023-01-17）.
- 張容嘉（中央大學客家語文暨社會科學學系博士後研究員）.  (PDF). 全球客家研究，2019年5月第 12 期. 2019年  [2022-04-13]. （原始内容存档 (PDF)于2023-01-19）.
- 徐智俊（國立臺灣師範大學）.  (PDF). 國立臺灣師範大學 華語文教學系 碩士論文. 2019年  [2021-07-19]. （原始内容存档 (PDF)于2023-02-04）.
- 楊興忠.  (PDF). 海峽出版發行集團. 2014年  [2021-10-13]. （原始内容存档 (PDF)于2023-01-26）.
- 吳英杰（廈門大學人類學系博士）.  (PDF). 客家文博. 2015年  [2021-01-27]. （原始内容存档 (PDF)于2021-03-09）.
- 胡希張（原梅州市委宣傳部部長）.  (PDF).[]
- 林正慧（國史館協修）.  (PDF). 全球客家研究 第 1 期. 2013年  [2020-08-28]. （原始内容存档 (PDF)于2021-01-24）.
- 林正慧（國史館協修）.  (PDF). 國史館學術集刊 第6期.   [2020-08-28]. （原始内容存档 (PDF)于2021-01-24）.
- 林正慧（國史館協修）.  (PDF). 國史館學術集刊(第10期).   [2021-01-27]. （原始内容存档 (PDF)于2021-02-07）.
- 郑维宽（廣西民族大學）.  (PDF). 廣西地方志2013年 第5期. 2015年  [2020-08-28]. （原始内容存档 (PDF)于2020-10-22）.
- 杨鹤书（中山大学教授）. . 惠州市客家文化经济促进会. 2012年  [2020-08-28]. （原始内容存档于2021-01-24）.
- 蕭春豔（湖北經濟學院教授）.  (PDF).   [2021-01-27]. （原始内容存档 (PDF)于2020-06-11）.
- 黃信洋（國立交通大學客家文化學院博士後研究員）.  (PDF). 博物館與文化(第16期). 2018年  [2021-06-25]. （原始内容存档 (PDF)于2021-02-05）.
- 曾瑞媛（國立臺中教育大學語文教育學系博士）.  (PDF). 育達科大學報(第26期). 2011年  [2021-01-27]. （原始内容存档 (PDF)于2021-02-05）.
- 冷剑波（中山大学 中国语言文学系），曹树基（上海交通大学 历史系）.  (PDF). 《学术界》月刊 第 240 期. 2018年  [2020-08-28]. （原始内容存档 (PDF)于2020-10-26）.
- 王甫昌（中央研究院社會學研究所研究員）.  (PDF). 全球客家研究(第5期). 2015年  [2021-06-25]. （原始内容存档 (PDF)于2018-04-20）.
- 安煥然（馬來西亞南方學院中文系系主任）.  (PDF). 台灣東南亞學刊（第1期）. 2009年  [2021-01-27]. （原始内容存档 (PDF)于2021-02-05）.
- 袁理（廈門大學人類學與民族學系）.  (PDF). 黑龍江民族從刊. 2014年  [2021-01-27]. （原始内容存档 (PDF)于2021-02-01）.
- 吳中杰（高雄師範大學客家文化所副教授）.  (PDF).   [2021-08-09]. （原始内容存档 (PDF)于2023-01-19）.
- 黃志繁（南昌大學歷史學系教授）.  (PDF). 全球客家研究(第1期). 2013年  [2021-06-25]. （原始内容存档 (PDF)于2020-12-01）.
- 鐘肇政（中央研究院社會學研究所研究員）.  (PDF). 國立中央大學客家學院.   [2021-06-25]. （原始内容存档 (PDF)于2021-02-05）.
- 楊國鑫（中央大學哲學研究所博士）.  (PDF).   [2021-01-27]. （原始内容存档 (PDF)于2024-12-01）.
- 陳麗華（國立清華大學人文社會研究中心博士後研究員）.  (PDF). 臺灣大學歷史學報(第48期). 2011年  [2021-01-27]. （原始内容存档 (PDF)于2021-03-09）.
- 劉堉珊（國立暨南國際大學東南亞學系助理教授）.  (PDF). 博物館與文化(第16期). 2018年  [2021-01-27]. （原始内容存档 (PDF)于2023-01-26）.
- 施正鋒（東華大學民族發展暨社會工作學系教授）.  (PDF). 全球客家研究(第1期). 2013年  [2021-01-27]. （原始内容存档 (PDF)于2021-02-03）.
- 張世賢（台灣客家研究學會）.  (PDF).   [2021-01-27]. （原始内容存档 (PDF)于2021-03-09）.
- 杜國清.  (PDF).   [2021-01-27]. （原始内容存档 (PDF)于2021-02-01）.
- 彭文正（台灣大學新聞研究所副教授）.  (PDF).   [2021-01-27]. （原始内容存档 (PDF)于2020-09-10）.
- 陳俊安（國立中央大學客家社會文化研究所研究生）. . 2011年  [2021-01-27]. （原始内容存档于2021-03-09）.
- 河合洋尚（日本國立民族學博物館研究員）.  (PDF). 全球客家研究(第一期). 2013年  [2021-06-25]. （原始内容存档 (PDF)于2021-02-01）.
- 薛雲峰（國立臺灣大學社會科學院國家發展研究所）.  (PDF). 博士論文. 2009年  [2020-10-20]. （原始内容存档 (PDF)于2020-10-21）.
- 徐輝琪（中國社科院近代史研究所科研處處長）.  (PDF).   [2020-10-20]. （原始内容存档 (PDF)于2019-03-27）.
- 丘權政. . 中國華僑出版社.
- 孟憲實（中國人民大學國學院教授）.  (PDF).   [2021-08-09]. （原始内容存档 (PDF)于2021-08-09）.
- 王偉建（東吳大學中國文學系博士）.  (PDF).   [2021-08-09]. （原始内容存档 (PDF)于2022-09-21）.
- (PDF).   [2025-04-27]. （原始内容存档 (PDF)于2023-10-13）.
- (PDF). 《福建图书馆学刊》: 21.   [2022-10-28]. （原始内容存档 (PDF)于2023-01-19）.
- (PDF).   [2021-01-27]. （原始内容存档 (PDF)于2022-01-15）.
- (PDF).
- (PDF). 全球客家研究(第9期). 2017年  [2021-06-25]. （原始内容存档 (PDF)于2021-02-05）.
- (PDF). 博物館與文化(第16期). 2018年  [2021-01-27]. （原始内容存档 (PDF)于2022-04-16）.
- (PDF).

## 另見
- 客家地區
- 客家文化
- 客家習俗
- 客家方言
- 客家基因族譜
- 台灣客家人
- 臺灣客家語
- s:客家基本法
- 渡臺悲歌
- 福佬客

### 學術網站
- 國立中央大學客家學院（页面存档备份，存于）
- 國立陽明交通大學客家文化學院（页面存档备份，存于）
- 國立聯合大學客家研究院（页面存档备份，存于）
- 嘉应学院客家研究所
- 國立高雄師範大學客家文化研究所 （页面存档备份，存于）
- 台灣客家數位圖書館（页面存档备份，存于）